# Stuttgart 21

Überblick der geplanten Veränderungen an Bahnanlagen im Raum Stuttgart (Stand 2010)

Baustelle der neuen Bahnhofshalle (Juni 2023)

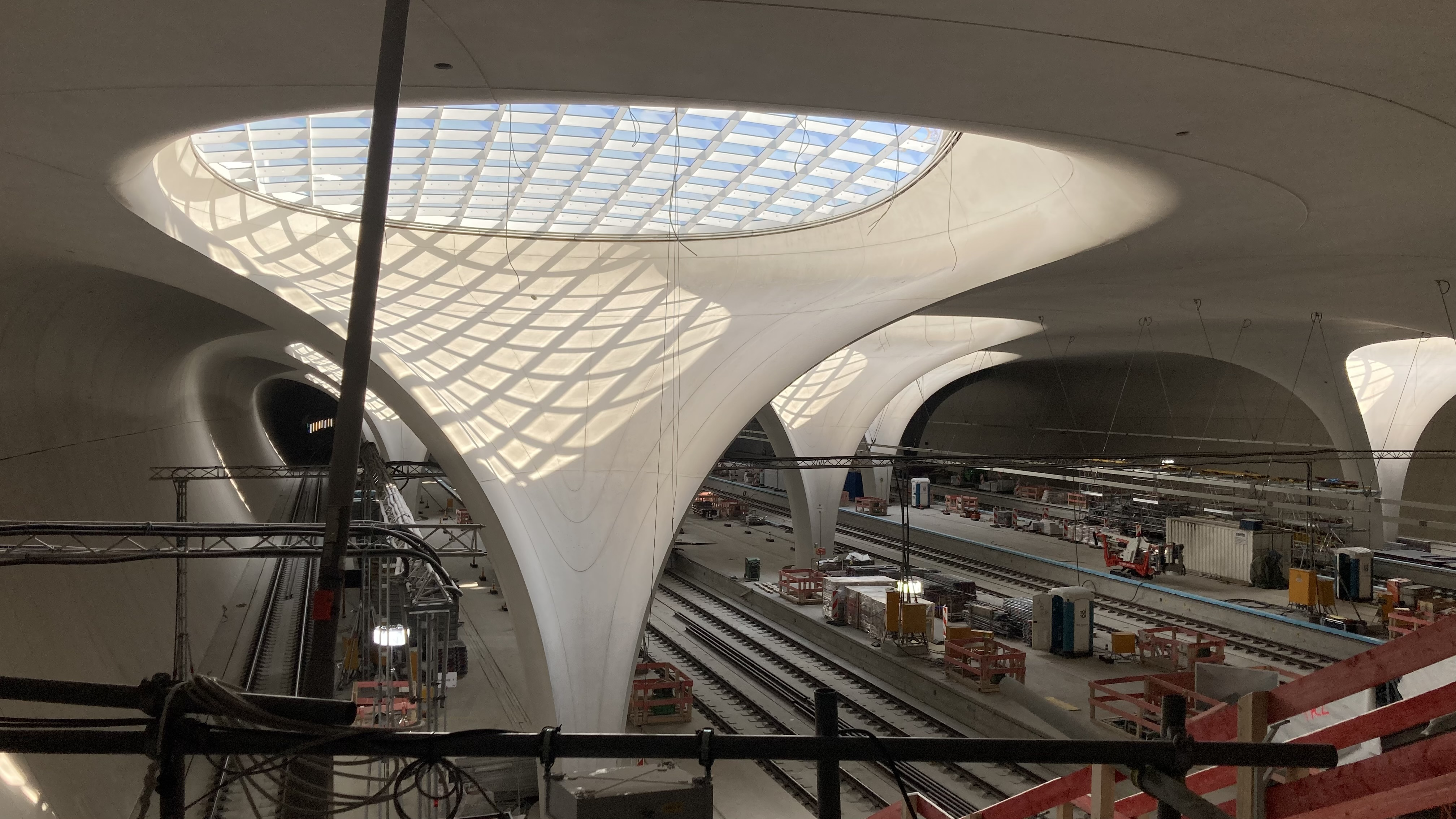
Blick in die Bahnhofshalle des Tiefbahnhofs; Tag der offenen Baustelle (April 2025)

Stuttgart 21 (auch kurz S 21) ist ein Verkehrs- und Städtebauprojekt zur Neuordnung des Eisenbahnknotens Stuttgart. Im Rahmen des Projekts entstehen elf neue, meist unterirdische Strecken (57 km) sowie vier neue Stationen, darunter ein neuer Hauptbahnhof. Freiwerdende Gleisflächen sollen zur Stadtentwicklung genutzt werden. Zusammen mit der 2022 fertiggestellten Schnellfahrstrecke Wendlingen–Ulm wird das Vorhaben als Bahnprojekt Stuttgart–Ulm bezeichnet.
Das Projekt wurde 1994 erstmals der Öffentlichkeit vorgestellt. Die Bauarbeiten begannen im Februar 2010. Die Inbetriebnahme war zunächst für Dezember 2019 geplant, wurde danach aber mehrmals verschoben. Die Eröffnung für Fernverkehr und einen Teil des Regionalverkehrs ist nun zum Fahrplanwechsel am 13. Dezember 2026 geplant, der weitere Teil des Regionalverkehrs soll bis Juli 2027 weiter im oberirdischen Teil des Hauptbahnhofs enden. Die offiziellen Kostenschätzungen des Projekts sind mehrmals gestiegen: von 2,6 Milliarden Euro bei Planungsbeginn über 4,1 Mrd. bei Baubeginn auf über 11,4 Mrd. im Juni 2024.
Trotz weitgehender Einigkeit der verschiedenen Interessengruppen über die Notwendigkeit einer Modernisierung des Stuttgarter Bahnknotens ist das Projekt vielfach umstritten. Ein rechtswidriger Polizeieinsatz am 30. September 2010 mit einigen hundert teils schwer Verletzten führte zur Schlichtung zu Stuttgart 21. Nach einem Regierungswechsel wurde Ende 2011 in einer Volksabstimmung ein Ausstieg des Landes Baden-Württemberg abgelehnt. Kritiker setzen sich weiterhin für verschiedene Nachbesserungen und Alternativkonzepte ein, insbesondere für den (Teil-)Erhalt des bestehenden Kopfbahnhofes. Der Protest gegen Stuttgart 21 zählt mit über 700 Kundgebungen zu den am längsten andauernden Bürgerprotesten Deutschlands.

## Struktur

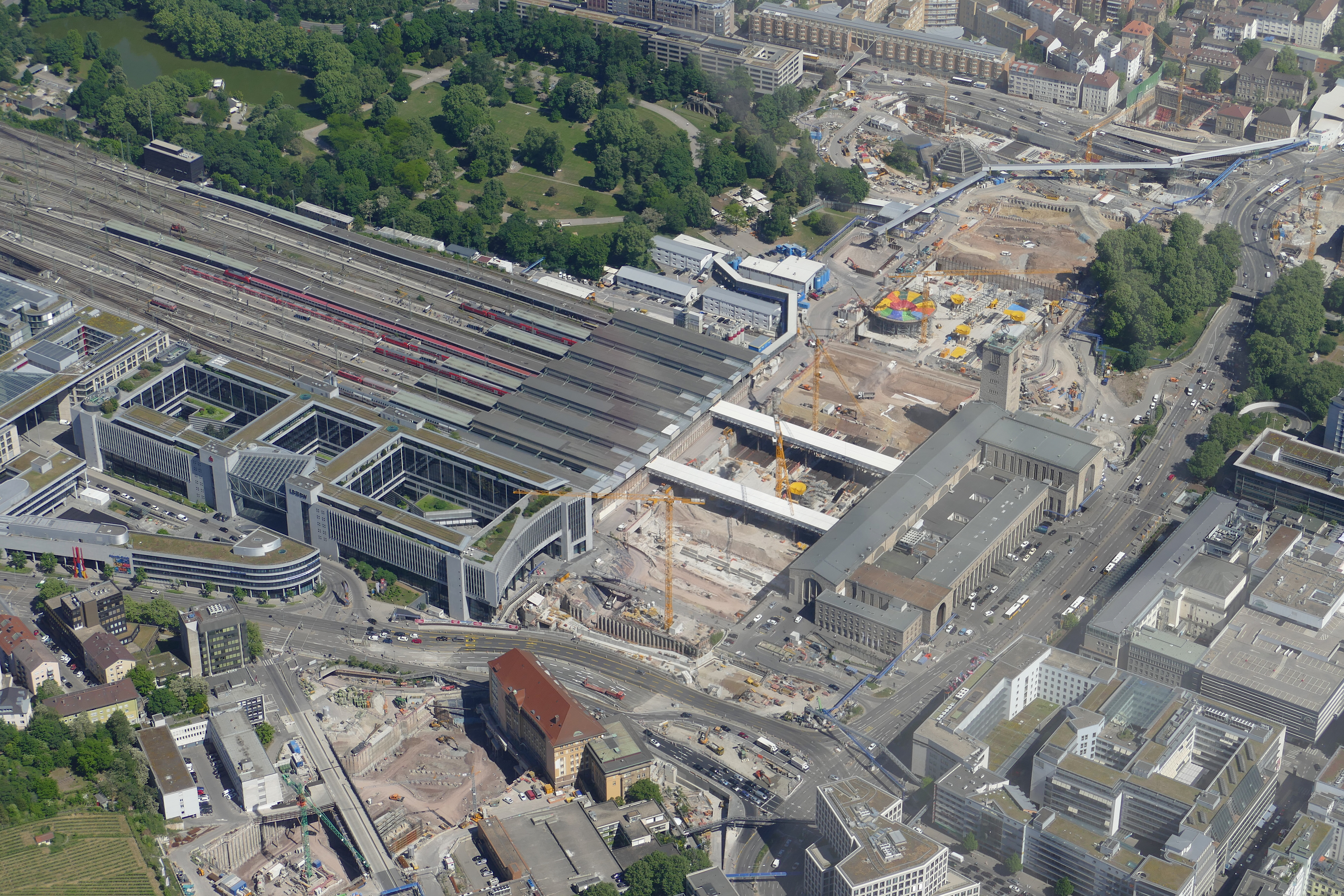
Das Luftbild des Stuttgarter Hauptbahnhofs vom 8. Mai 2018 zeigt die Struktur des Geländes

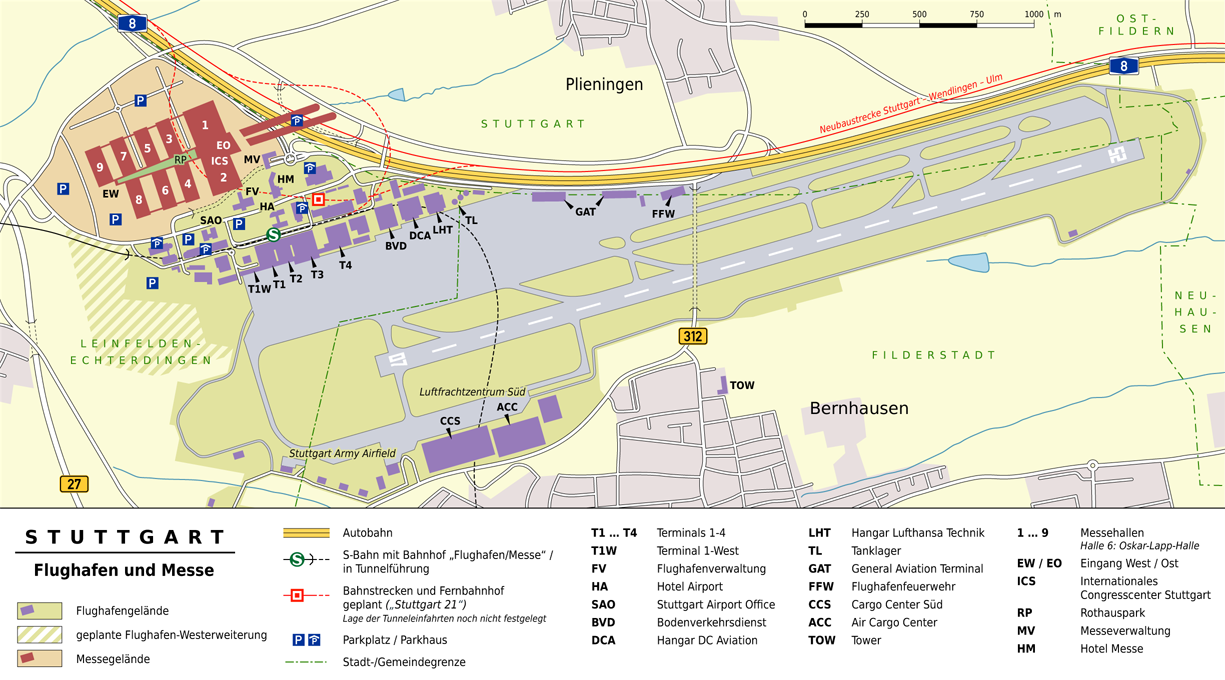
Flughafen und Messegelände mit bestehenden und zukünftig geplanten Gleisanlagen

Durch das Projekt soll die oberirdische, ursprünglich 17-gleisige Kopfbahnhofanlage des Stuttgarter Hauptbahnhofs ersetzt werden, durch einen unterirdischen, achtgleisigen und gegenüber den bisherigen Anlagen um etwa 90 Grad gedrehten Durchgangsbahnhof. Die darunterliegende zweigleisige S-Bahn-Station soll erhalten bleiben und von Norden über eine neue unterirdische Strecke erschlossen werden.
Die bisherigen zweigleisigen Fernbahnstrecken von und nach Feuerbach und Bad Cannstatt erhalten eine neue Streckenführung zum Hauptbahnhof, dazu entstehen jeweils neue zweigleisige Anbindungen zur Filderebene (Flughafen/Messegelände) und nach Ober‑/Untertürkheim. Die sogenannte Panoramabahn bis Stuttgart-Rohr sollte nach ursprünglichen Planungen abgebaut werden, inzwischen setzen sich Land, Region und Stadt dafür ein, den Streckenabschnitt zu erhalten. Personenzüge Richtung Singen sollen zukünftig über die Neubaustrecke zum Flughafen und von dort über den in Planung befindlichen Pfaffensteigtunnel weiter nach Böblingen geführt werden. Neben diesem Ringschluss im Stadtgebiet sind die S-Bahn-Station Mittnachtstraße, der Abstellbahnhof in Untertürkheim und ein Fern- und Regionalbahnhof am Flughafen Stuttgart im Bau. Die Stadtbahnhaltestelle Staatsgalerie wurde für den Bau verlegt; der verbleibende Teil des Bahnhofsgebäudes wird umgebaut und an den Tiefbahnhof angepasst.
Die neun Eisenbahntunnel weisen eine Gesamtlänge von 30 km bzw. 55 km Röhrenlänge auf, insgesamt entstehen 57 Kilometer neue Bahnstrecken durch das Projekt. Stuttgart 21 ist, neben der daran nahtlos anschließenden Schnellfahrstrecke Wendlingen–Ulm, ein Teil des Bahnprojekts Stuttgart–Ulm. Die Mitte 2000 ebenfalls eingeführte Bezeichnung Baden-Württemberg 21 wurde ab 2008 nicht mehr verwendet, weil sie „die internationale Dimension“ des Projekts nicht umfasste. Die Neubaustrecke Stuttgart–Wendlingen war als Teil der Neu- und Ausbaustrecke Stuttgart–Augsburg im Bundesverkehrswegeplan 2003 enthalten und ist Teil der Vorrangigen Achse Nr. 17 („Magistrale für Europa“) der Transeuropäischen Netze. Die Zahl im Namen bezieht sich auf das 21. Jahrhundert, in dem das Projekt verwirklicht werden soll.

### Stadtentwicklung

Rahmenplan zur städtebaulichen Entwicklung

Etwa 100 Hektar (= 1 Quadratkilometer) derzeitiger oder ehemaliger Gleisflächen am Rande der Stuttgarter Innenstadt sollen durch das Projekt nutzbar gemacht werden. Diese Flächen wurden in acht Teilgebiete aufgeteilt:
- Gebiet A1: ehemaliger Güterbahnhof zwischen Heilbronner Straße und Wolframstraße (Erschließung seit 1999, unter anderem mit der Stadtbibliothek am Mailänder Platz)
- Gebiet A2: Gleisvorfeld des Hauptbahnhofs (Erschließung erst nach Fertigstellung möglich)
- Gebiet A3: erstes Baufeld unmittelbar nördlich des neuen Hauptbahnhofs (Erschließung erst nach Fertigstellung möglich)
- Gebiet B: Abstell- und Wartungsbahnhof am Rosensteinquartier
- Post: Grundstück des ehemaligen Paketpostamts, angrenzend an die nordöstliche Ecke des Teilgebiets B
- Gebiet C1: innerer Nordbahnhof – Südteil
- Gebiet C2: innerer Nordbahnhof – Nordteil
- Gebiet D: Gäubahntrasse zwischen Teilgebiet C1 und dem Stadtbezirk Stuttgart-Vaihingen
- Gebiet E: Westbahnhof.

20 Hektar sollen für die Erweiterung des Schlossgartens genutzt werden. Auf der verbleibenden Fläche soll Wohnraum für etwa 11.000 Menschen sowie Arbeitsplätze für rund 24.000 Menschen entstehen.

## Geschichte

### Entstehung

Schematische Übersicht des Eisenbahnknotens Stuttgart

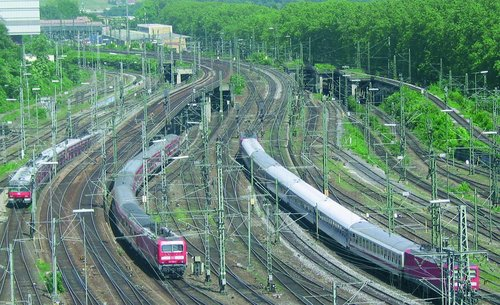
Teil des Vorfeldes des Stuttgarter Hauptbahnhofs

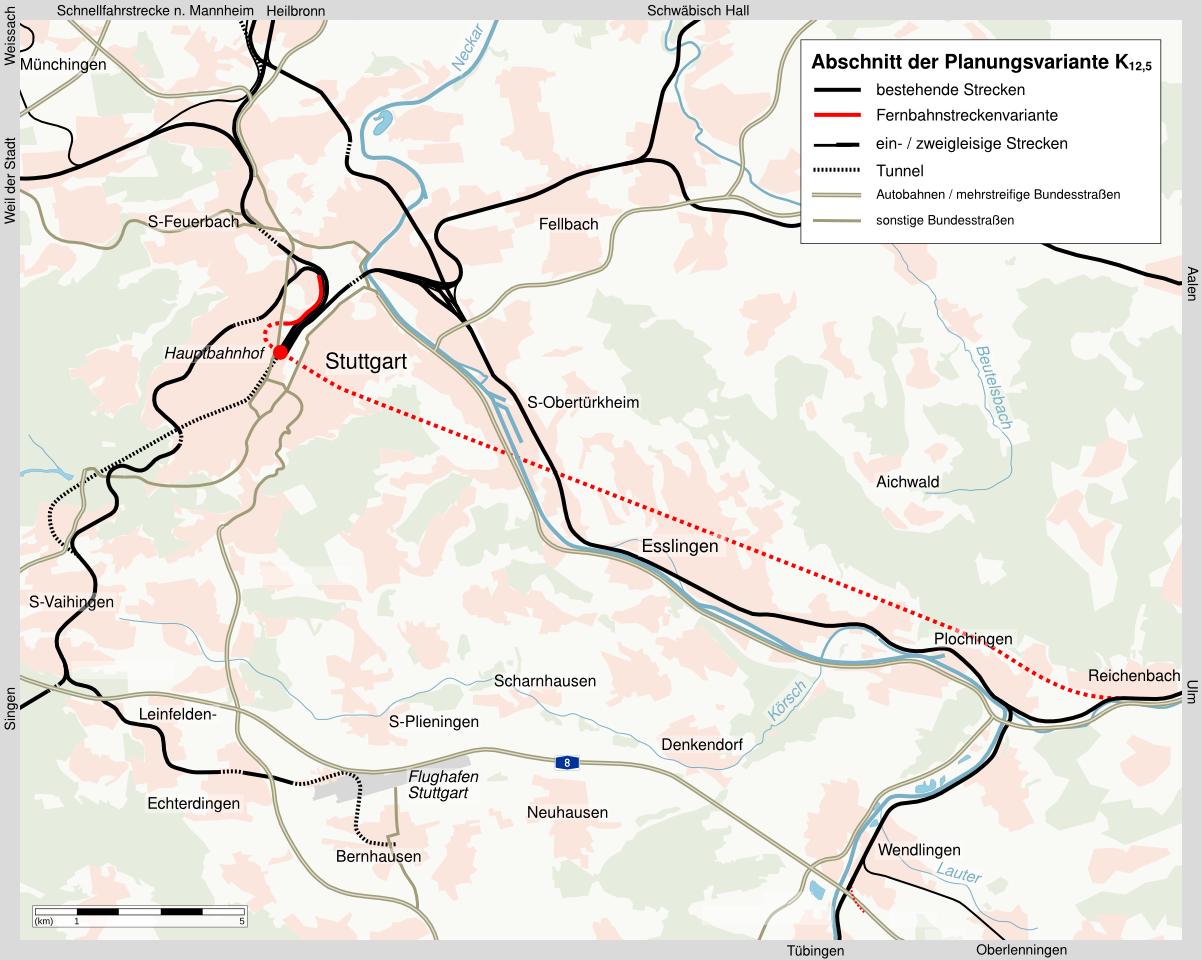
Der mehr als 20 km lange Fernbahntunnel Stuttgart war Bestandteil verschiedener Varianten für eine Neu- und Ausbaustrecke zwischen Stuttgart und dem Raum Ulm. Der Tunnel sollte bei Feuerbach beginnen, den Stuttgarter Hauptbahnhof mit einem viergleisigen Durchgangsbahnhof unterfahren und schließlich bei Plochingen in die Bestandsstrecke einmünden.

Bei der Vorplanung der Schnellfahrstrecke Mannheim–Stuttgart erwog die Deutsche Bundesbahn 1970, unter dem Stuttgarter Hauptbahnhof eine neue unterirdische Station für den Schnellverkehr aus Richtung Mannheim und Ulm anzulegen. Im Rahmen der in den 1980er Jahren geplanten Neu- und Ausbaustrecke zwischen Plochingen und Günzburg wurden Möglichkeiten für einen Durchgangsbahnhof in Stuttgart untersucht. 1988 brachten Heimerl, Hohnecker und Dobeschinsky von der Universität Stuttgart eine Denkschrift ein, in der sie eine autobahnnah trassierte Neubaustrecke nach Ulm vorschlugen. Diese sollte in einen viergleisigen Durchgangsbahnhof unter dem bestehenden Stuttgarter Hauptbahnhof eingeführt werden. Das Land Baden-Württemberg schloss sich dem Vorschlag an, der dadurch Ende der 1980er Jahre zum Ausgangspunkt für weitere Planungen wurde. Zwischenzeitlich wurden noch weitere großräumige Alternativen geprüft.
Nach Abwägung verschiedener Varianten bis Oktober 1991 wurden zwei großräumige Konzepte weiterverfolgt, die im Raum Stuttgart beide vorsahen, einen Tunnel ab Feuerbach von Norden zu einem viergleisigen unterirdischen Durchgangsbahnhof unter dem Stuttgarter Hauptbahnhof zu führen. Die Rahmenkonzeption H war eine Weiterentwicklung des Heimerl-Konzepts und sah vor, die Strecke vom Durchgangsbahnhof weiter zur Filderebene und nach Ulm zu führen. Die Rahmenkonzeption K sah dagegen vor, Fernverkehrszüge vom Hauptbahnhof bis Plochingen unterirdisch zu führen und die anschließende Bestandsstrecke zwischen Plochingen und Süßen auszubauen. Auf der Schwäbischen Alb sollte ein Neubaustreckenabschnitt entstehen, der bei Beimerstetten mit der Bestandsstrecke verknüpft werden sollte. Im Oktober 1991 legte die Bundesbahn als H′ bzw. K′ bezeichnete Varianten vor, die anstelle des neuen Durchgangsbahnhofs eine Weiternutzung des Kopfbahnhofs vorsahen. Das Land Baden-Württemberg sprach sich am 15. September 1992 für eine autobahnnahe Trasse aus, die darüber hinaus den Flughafen anbinden sollte.
Im Planungsverlauf wurden für die Anbindung des Hauptbahnhofs vier Varianten entwickelt:
1. Ein viergleisiger Durchgangsbahnhof unter dem bestehenden Kopfbahnhof mit Flughafenanbindung im Nebenschluss.
2. Ein viergleisiger Durchgangsbahnhof unter dem bestehenden Kopfbahnhof mit direkter Flughafenanbindung.
3. Ein neuer Durchgangsbahnhof am Rosenstein bei Aufgabe des Kopfbahnhofes.
4. Die Weiternutzung des Kopfbahnhofes.

Variante 3 hätte ermöglicht, das freiwerdende Bahngelände städtebaulich zu nutzen. Bei den Varianten 3 und 4 sollte sich an einen sechsgleisig ausgebauten Abschnitt der Bestandsstrecke im Filstal ab Esslingen-Mettingen eine Neubaustrecke auf die Filderebene anschließen. Im Dezember 1993 beschloss der Vorstand der Deutschen Bundesbahn die Variante 4.
Aufbauend auf die Variante H wurde schließlich geprüft, ob der gesamte Bahnverkehr im Stuttgarter Hauptbahnhof in einen unterirdischen Durchgangsbahnhof verlagert werden könnte. Dies war die letzte Vorstufe für das Projekt Stuttgart 21.
Am 18. April 1994 wurde das Projekt offiziell vorgestellt. Mit diesem Projekt sollten mehrere Einzelinteressen vereint werden: die Anbindung des Flughafens, die Beibehaltung des alten Standorts des Hauptbahnhofes, die städtebaulichen Entwicklungsmöglichkeiten, die autobahnnahe Schnellfahrstrecke nach Ulm sowie die Beseitigung der Gäubahntrasse bis Vaihingen.
Bereits im Oktober 1990 hatten drei Stuttgarter Ingenieure ein Konzept vorgestellt, das auf Heimerls Idee aufbauend die Räumung sämtlicher Gleisflächen im Innenstadtbereich vorsah.

### Machbarkeitsstudie und Vorprojekt
Im Juni 1994 gaben DB, Bund, Land und Stadt eine Machbarkeitsstudie in Auftrag, die am 16. Januar 1995 vorgestellt wurde. Die Studie schlug den Umbau des Hauptbahnhofs zu einem achtgleisigen Durchgangsbahnhof vor, verbunden mit einem weitgehend unterirdisch geführten Ring an Zufahrtsstrecken. Vorgesehen waren bereits die Durchbindung von Regionalverkehrslinien, die neue S-Bahn-Station Mittnachtstraße, ein Wartungsbahnhof in Untertürkheim sowie ein Fernbahnhof am Flughafen. Dieser sollte im Nebenschluss mit einem Gleisdreieck an die Neubaustrecke nach Wendlingen angeschlossen werden. Die Gesamtkosten von 4,8 Milliarden D-Mark sollten durch Grundstücksverkäufe, Mehreinnahmen aus erhöhtem Fahrgastaufkommen, verbesserten Betriebsabläufen und aus Mitteln des Gemeindeverkehrsfinanzierungsgesetzes aufgebracht werden. Eine Wirtschaftlichkeit wurde angenommen, soweit vertiefte Untersuchungen (z. B. zur Mineralwasserproblematik) die Realisierbarkeit absicherten. Die Studie basierte dabei auf dem Betriebsprogramm für das Jahr 2010, das von rund 30 Zugfahrten im Hauptbahnhof zur Spitzenstunde ausging. Zahlreiche Infrastruktur-Varianten wurden im Rahmen der Machbarkeitsstudie verworfen oder nur noch als Option vorgesehen.
Das Vorprojekt untersuchte das Konzept technisch und wirtschaftlich weiter, einschließlich eines geologischen und hydrologischen Erkundungsprogramms. Nach Bahnangaben sei die Wirtschaftlichkeit des Projekts bestätigt worden. Die Ergebnisse des Vorprojekts wurden im November 1995 vorgelegt. Die Zugkapazität der Station für Fernverkehr sollte demnach um 50 % erhöht werden, für Nahverkehr um 80 %. Städtebaulich sollten etwa 1,3 Millionen Quadratmeter Geschossflächen (für 11.000 Einwohner und 24.000 Beschäftigte) entstehen. Der Nutzen-Kosten-Faktor lag bei 2,6.
Am 7. November 1995 schlossen Bund, Land, Stadt, Regionalverband und Deutsche Bahn AG eine Rahmenvereinbarung zur Entwicklung und Förderung des Projekts. Sie wurde später bei vertieften Planungen modifiziert und konkretisiert.
Projektgegner kritisierten, dass kaum Alternativen zu Stuttgart 21 geprüft worden seien. 1996 legte Umkehr Stuttgart, ein Bündnis von Umwelt- und Verkehrsverbänden, mit dem Konzept Das bessere Stuttgart 21 einen Vorschlag vor, den Stuttgarter Hauptbahnhof ohne die Notwendigkeit von Tunnelröhren und mit besseren Möglichkeiten für einen integralen Taktfahrplan umzubauen. Der Verkehrsclub Deutschland entwickelte mit „Umkehr Stuttgart“ und der Bürgerinitiative „Leben in Stuttgart – Kein Stuttgart 21“ das alternative Konzept Kopfbahnhof 21 („K 21“), das den Umbau der bestehenden Anlagen unter Beibehaltung des 17-gleisigen Kopfbahnhofs vorsah.

### Raumordnung, Realisierungsdiskussion und Planfeststellung

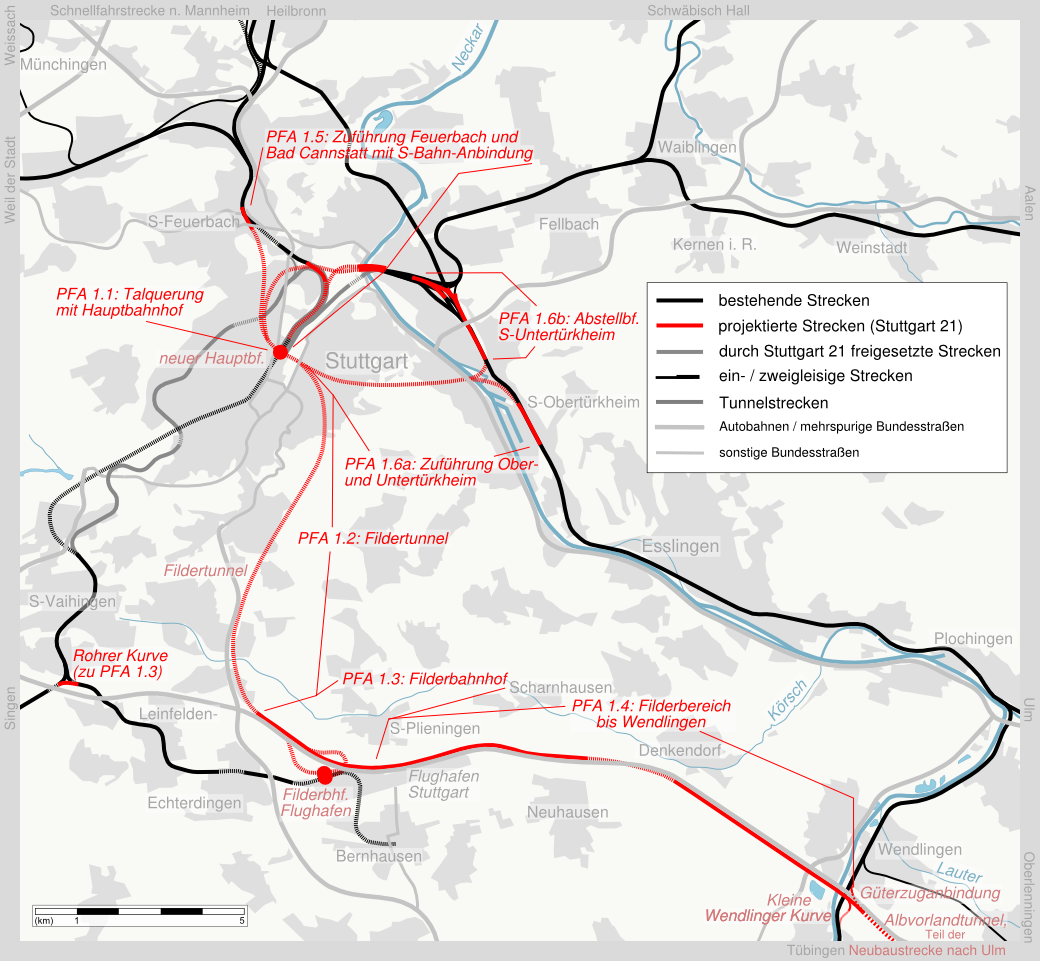
Planfeststellungsabschnitte von Stuttgart 21

Am 6. Dezember 1996 wurde das Raumordnungsverfahren für den Bahnknoten und die Neubaustrecke nach Wendlingen beantragt. Die Unterlagen einschließlich der Umweltverträglichkeitsuntersuchung wurden vom 7. Januar 1997 bis 6. Februar 1997 in den betroffenen Gemeinden ausgelegt. Es gingen 13.700 Einwendungen beim Regierungspräsidium Stuttgart ein. Das Raumordnungsverfahren wurde im September 1997 abgeschlossen und das Projekt nach verschiedenen Veränderungen und neuen Maßgaben für raumverträglich erklärt. Anschließend wurde das Planfeststellungsverfahren mit der Festlegung des Untersuchungsrahmens für die Umweltverträglichkeitsstudie aufgenommen. Ein europaweiter Architektenwettbewerb für die Neugestaltung des Hauptbahnhofs im gleichen Jahr prämierte einstimmig den Entwurf von Christoph Ingenhoven. Ebenfalls 1997 begann die Konzeption des Betriebsprogramms, auf Grundlage eines dafür entwickelten und seither fortgeschriebenen Mengengerüsts.
Bahnchef Johannes Ludewig stoppte 1999 das Projekt. Zur Begründung sagte er 2011, Stuttgart 21 sei „schlicht zu groß und für die Bahn zu teuer“ gewesen. Nach einer Neubewertung erklärte die DB, sie sehe keine Möglichkeit, das Projekt einschließlich der Neubaustrecke „auf einen Schlag“ zu realisieren. Das Projekt sollte jedoch grundsätzlich weiter verfolgt werden. Das Projekt sollte dabei den Sparzwängen des Bundes zum Opfer fallen. Die Bundesländer Baden-Württemberg und Bayern übten dagegen 1999 zunehmenden Druck auf die Bundesregierung aus, das Projekt doch zu realisieren. Im November 1999 boten Land, Stadt, Regionalverband und Flughafen Stuttgart an, sich mit 1,3 Milliarden D-Mark an dem Projekt zu beteiligen. Der Vorstand der DB empfahl dem Aufsichtsrat am 1. Dezember 1999, das Projekt weiterzuverfolgen. Im Dezember 1999 wurde im Rahmen der Strategie Netz 21 ein Vorplanungsauftrag erteilt. Die Planung für das Projekt wurde im Jahr 2000 vorübergehend gestoppt. Sah der bis mindestens Mitte 1999 gültige Zeitplan einen Baubeginn im Jahr 2001 und eine Inbetriebnahme im Jahr 2008 vor, so verschob sich der Baubeginn in der Folgezeit mehrfach.
Nachdem sich Bund und die Länder Baden-Württemberg und Bayern (für Neu-Ulm 21) auf eine Vorfinanzierung geeinigt hatten, genehmigte der Aufsichtsrat der DB am 14. März 2001 das Projekt. Damit wurde der Weg für die Einreichung der Planfeststellungsunterlagen geebnet, die bis Ende 2003 abgeschlossen werden sollten. Am 31. Oktober 2001 wurde das erste Planfeststellungsverfahren für Stuttgart 21 beim Eisenbahn-Bundesamt (EBA) eröffnet, erste Beschlüsse erfolgten 2005 und 2006.
Die Landeshauptstadt Stuttgart erwarb am 21. Dezember 2001 nahezu die gesamten durch Stuttgart 21 freiwerdenden Flächen (Gebiete A2, A3, B, C und D) mit einem Gesamtumfang von 109 Hektar für 897,7 Millionen DM (459 Millionen Euro) von der Deutschen Bahn.
Das Projekt wurde nach dem Raumordnungsverfahren von der Vorhabenträgerin in acht Planfeststellungsabschnitte aufgeteilt. Nach der vollständigen Inbetriebnahme des neuen Bahnknotens sollen die dann nicht mehr benötigten Gleisflächen geräumt werden, wozu entweder noch ein Planfeststellungsverfahren oder Freistellung von Bahnbetriebszwecken notwendig ist.

### Projektbeschluss
Im Oktober 2006 nahm der Landtag von Baden-Württemberg einen Entschließungsantrag der Fraktionen der CDU, SPD und FDP zur Realisierung von Stuttgart 21 und der Neubaustrecke Wendlingen–Ulm an. Der Landtag beschloss mit 115 zu 15 Stimmen (gegen die Stimmen der Fraktion der Grünen), dass Stuttgart 21 „den Herausforderungen an eine langfristig leistungsfähige Schienenverkehrsinfrastruktur auch unter wirtschaftlichen Gesichtspunkten am besten gerecht“ werde und „verkehrs- und umweltpolitisch sinnvoll“, für die Platzierung des Landes in Europa besonders bedeutsam und „aus struktur- und landespolitischen Gründen sinnvoll“ sei.
Der Bund, das Land Baden-Württemberg, die Bahn und die Stadt Stuttgart einigten sich am 19. Juli 2007 über die Aufteilung der Kosten und des Baukostenrisikos. Am 2. April 2009 unterzeichneten Ministerpräsident Günther Oettinger, Bundesverkehrsminister Wolfgang Tiefensee und DB-Vorstandsmitglied Stefan Garber die Finanzierungsvereinbarungen.
Um die Wirtschaftlichkeit des Projektes Stuttgart 21 sicherzustellen, beinhaltete die Finanzierungsvereinbarung einen Vorbehalt. Wäre nach Abschluss der Entwurfsplanung, spätestens jedoch bis zum 31. Dezember 2009, eine Erhöhung der für das Projekt aufzuwendenden Gesamtkosten über eine vereinbarte Risikosumme hinaus erwartet worden, so wären erneut Verhandlungen zwischen den Vertragspartner aufzunehmen gewesen.
Am 9. Dezember 2009 stimmte der Aufsichtsrat der Deutschen Bahn der Aufnahme des Vorhabens in die Investitionsplanung des Unternehmens zu. Am folgenden Tag stimmte auch der Lenkungskreis des Projekts der Fortführung des Vorhabens zu. Am 16. Dezember 2009 empfahl der Verkehrsausschuss des Bundestages einen Antrag der Fraktion Bündnis 90/Die Grünen über ein Moratorium über das Bahnprojekt abzulehnen. Am Folgetag wurde der Antrag empfehlungsgemäß in der Beratung im Plenum abgelehnt. Die Proteste gegen das Projekt wuchsen an, kritisiert wurde unter anderem die fehlende Mitbestimmung der Bürger.

### Baubeginn

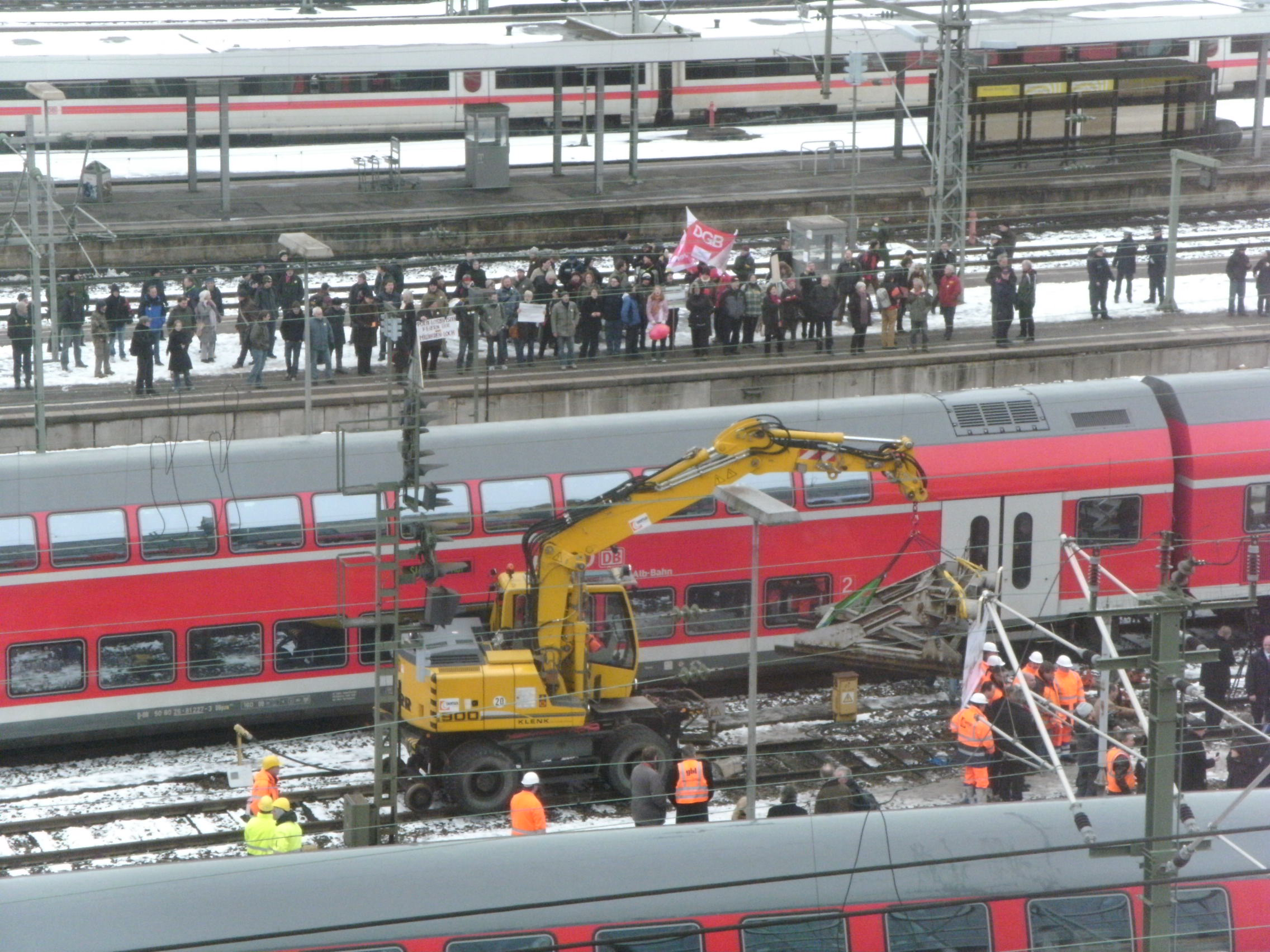
Bei der symbolischen Prellbockanhebung schirmten zwei Regionalzüge die Zeremonie gegen Demonstranten ab

Am 2. Februar 2010 wurde der symbolische Baubeginn gefeiert. Bundesverkehrsminister Peter Ramsauer, der Vorstandsvorsitzende der Deutschen Bahn Rüdiger Grube, der baden-württembergische Ministerpräsident Günther Oettinger, der Stuttgarter Oberbürgermeister Wolfgang Schuster und weitere hoben symbolisch den Prellbock am Gleis 049 an. Damit begann der Umbau des Kopfbahnhof-Gleisfeldes als vorbereitende Maßnahme.
Zwischen August und September 2010 erfolgte unter Protest der Abriss des denkmalgeschützten Nordflügels des Bonatzbaus. Nach einem in Gewalt eskalierten, rechtswidrigen Polizeieinsatz am Vortag, folgte am frühen Morgen des 1. Oktober 2010 unter Polizeischutz und unter Protesten mehrerer tausend Bürger die Fällung der ersten Bäume im Mittleren Schlossgarten. Für die Schlichtung zu Stuttgart 21 Ende Oktober 2010 wurde kein Baustopp veranlasst.
Die S-Bahn-Rampe, über die S-Bahnen vom Gleisvorfeld in den Stammstreckentunnel gelangten, wurde ab 2010 durch mehrere Sperrungen auf den Bau des Tiefbahnhofs vorbereitet. Durch einen Planungsfehler kam es zwischen Ende Juni 2010 und Januar 2011 zu ungeplanten Einschränkungen im S-Bahn-Verkehr. Am 30. Juli 2011 wurden die Bauarbeiten für den Fildertunnel und den Tunnel Obertürkheim mit einer Auftragssumme von mehr als 700 Millionen Euro vergeben.

### Volksabstimmung
Bei der Landtagswahl in Baden-Württemberg spielte 2011 auch Stuttgart 21 eine Rolle. Bündnis 90/Die Grünen erreichten nach der Wahl erstmals zusammen mit der SPD eine Mehrheit im Landtag. Sie vereinbarten in ihrem Koalitionsvertrag die Durchführung einer Volksabstimmung über das Projekt Stuttgart 21. Diese wurde am 27. November des gleichen Jahres durchgeführt. Gegenstand der Fragestellung war, ob das Land Kündigungsmöglichkeiten aus dem Finanzierungsvertrag nutzen und so aus dem Projekt aussteigen sollte. 58,9 Prozent sprachen sich dagegen aus, dass die Landesregierung ihr Kündigungsrecht zur Auflösung der vertraglichen Vereinbarungen mit Finanzierungspflichten des Landes bezüglich des Bahnprojekts Stuttgart 21 ausübt, 41,1 Prozent dafür. In Stuttgart stimmten 52,9 Prozent dagegen und 47,1 Prozent dafür. Das Ergebnis der Volksabstimmung wurde vielfach als Legitimation für das Projekt verstanden, die Intensität des Protests nahm in der Folge ab.

### Bau

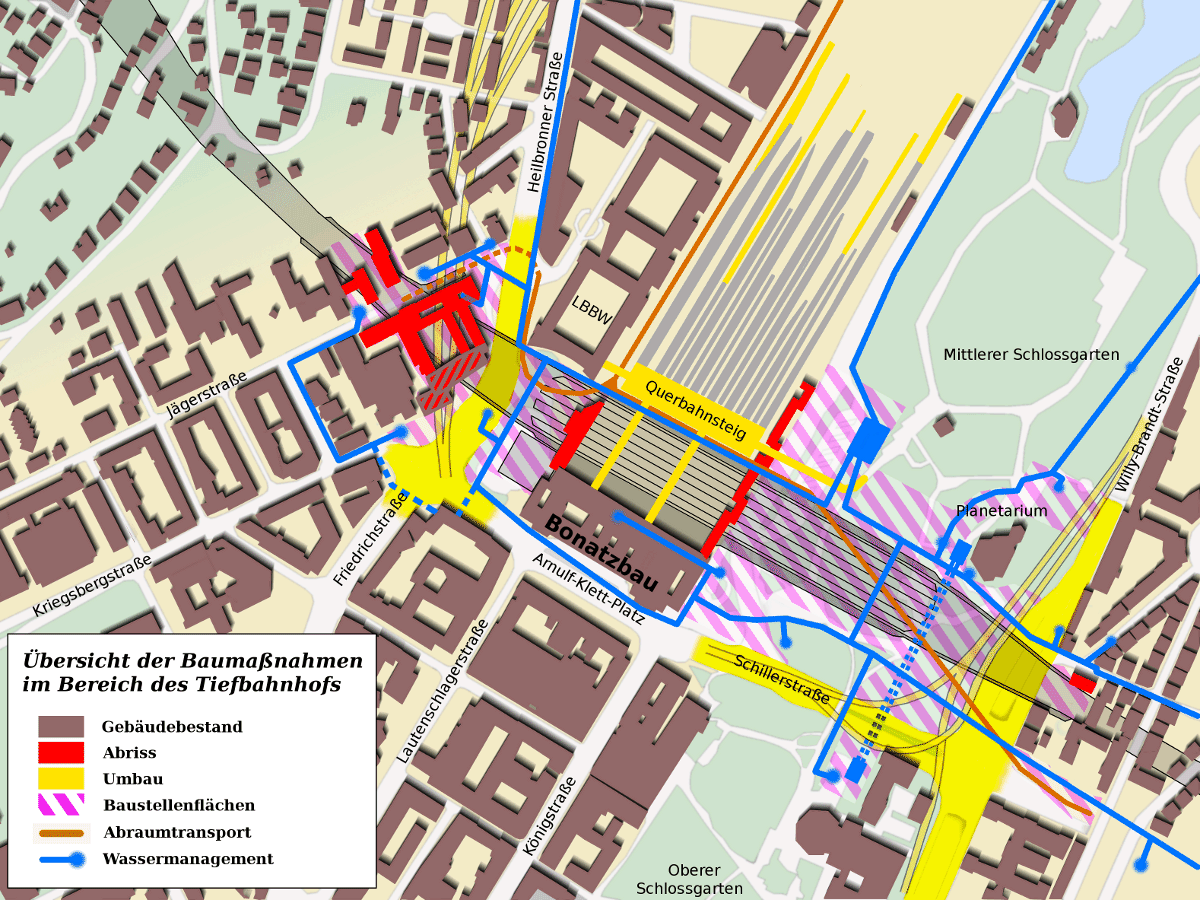
Bautätigkeit um den Hauptbahnhof

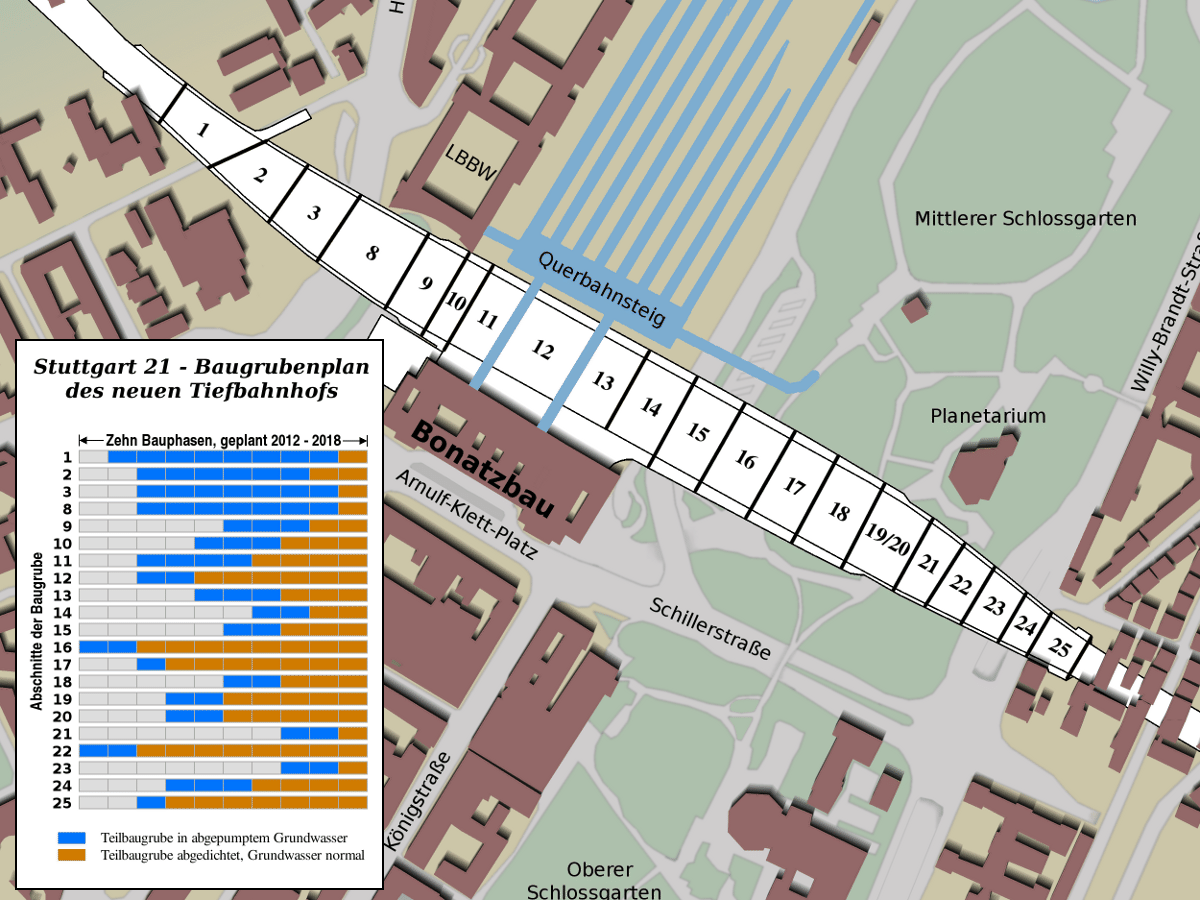
Bauphasen des Hauptbahnhofs (Stand: Planfeststellung, ca. 2005)

Im Januar 2012 folgte bis Juli 2012 der Abriss des Südflügels des Bonatzbaus.
Am 12. März 2012 wurden die Bauaufträge für den Hauptbahnhof, den Tunnel Bad Cannstatt und den Tunnel Feuerbach im Gesamtumfang von rund 800 Millionen Euro vergeben. Damit waren nach damaligen DB-Angaben 50 Prozent des gesamten Bauvolumens und 90 Prozent der Tunnelbauwerke für Stuttgart 21 vergeben.
Von April 2012 bis Oktober 2013 wurde das Technikgebäude am Nordausgang im Rohbau errichtet, dieses soll bei der Eröffnung als elektronisches Stellwerk dienen.
Zwischen 2012 und 2015 wurde mit der Eisenbahnüberführung Sulzbachtal das mit 365 m längste Brückenbauwerk von Stuttgart 21 errichtet. Im Laufe des Jahres 2013 begannen die Hauptmaßnahmen an allen Tunnelbauwerken auf Stuttgarter Gemarkung mit Zwischenangriffen (Tunnel Obertürkheim, Tunnel Bad Cannstatt und Tunnel Feuerbach) und dem Bau der Startbaugrube (Fildertunnel). Am 4. Dezember 2013 wurde mit dem Tunnel Obertürkheim der erste Tunnel des Projekts Stuttgart 21 angestochen.
Damit der Tiefbahnhof gebaut werden konnte, wurde das Betriebskonzept für den bestehenden Kopfbahnhof angepasst. Um Platz für die Baugrube zu machen, begann am 27. Mai 2013 die Vorverlegung der Bahnsteige um 120 m in Richtung Gleisvorfeld. Mit der Inbetriebnahme des verlegten Querbahnsteigs am 21. Oktober 2013 wurde der Umbau des Gleisvorfeldes abgeschlossen. Die Tiefbauarbeiten für den Trog des Tiefbahnhofs begannen am 5. August 2014 im Mittleren Schlossgarten.
Von Juli 2015 bis Oktober 2020 entstand der Nesenbachdüker unterhalb des Tiefbahnhofs.
Da sich die Zulauftunnel des Tiefbahnhofs räumlich mit den Tunneln der Stadtbahn überschnitten, errichteten die SSB drei neue Stadtbahntunnel in veränderter Lage. Ohne nennenswerte Sperrungen ging die erste Tunnelröhre parallel zur Heilbronner Straße im November 2016 in Betrieb, die zweite folgte April 2017. Nach anderthalb Jahren Sperrung (2016–2017) ging der Tunnel Staatsgalerie – Charlottenplatz in Betrieb. Nach sechsjähriger Sperrung (2017–2023) wurde der Abschnitt Staatsgalerie – Hauptbahnhof wiedereröffnet. Im September 2020 wurde bereits die ebenfalls von Ingenhoven Architekten entworfene Station Staatsgalerie in Betrieb genommen.
Im Dezember 2016 feierte die Bahn den ersten Tunneldurchschlag nach Bad Cannstatt. März 2017 folgte der erste Durchschlag im Tunnel Obertürkheim, ein Jahr später im Tunnel Feuerbach. Februar 2020 folgte der Durchschlag im Fildertunnel.
Anfang September 2018 wurden die Vortriebsarbeiten für die beiden Tunnelröhren nach Obertürkheim aufgrund großer Mengen eindringenden Grundwassers (ca. 30 Liter pro Sekunde) unterbrochen. In der Folge wurde ein geändertes Vortriebsverfahren angewandt, das neue Genehmigungen seitens des Eisenbahn-Bundesamtes erforderte. Juni 2021 wurden die ersten von insgesamt 1200 Oberleitungsmasten montiert.
Im Juni 2023 wurde die letzte der 28 Kelchstützen im Tiefbahnhof betoniert. Im September 2023 teilte die Bahn mit, dass die gesamten 56 km Tunnel des Projekts vorangetrieben waren. Im Stuttgarter Stadtgebiet waren mehr als 3000 Grundstücke von dem Vorhaben betroffen. Es wurden rund 8 Millionen m³ Aushub und Abraum abtransportiert; rund 1,5 Millionen m³ Beton wurden antransportiert und verbaut, davon jeweils etwa die Hälfte im innerstädtischen Bereich. Während des Baus waren Grundwasserentnahmen erforderlich, vor allem für die im Talbereich liegenden Planfeststellungsabschnitte. Mit Stand Juni 2015 wurden wasserrechtliche Erlaubnisse für insgesamt rund 24 Millionen m³ erteilt.

### Verursachte Schäden
Durch die Tunnelbohrungen unter dem Kernerviertel (Stuttgart-Mitte) kam es an zahlreichen Gebäuden zu Rissen, obwohl versucht wurde, den erwarteten Senkungen mit Hebungsinjektionen entgegenzuwirken. Der Zwischenbau zwischen dem Gebäude Kernerstraße 30 und Schützenstraße 14 musste abgerissen werden. Auch auf Verkehrsflächen kam es zu zahlreichen Verwerfungen. Der Abstand zwischen Tunneloberkante und den Gebäudefundamenten beträgt in diesem Bereich teilweise weniger als 10 Meter.

### Inbetriebnahme
| Bekanntgabe | Inbetriebnahmetermin      |
| ----------- | ------------------------- |
| Mrz. 2009   | Dez. 2019                 |
| Mrz. 2012   | Dez. 2020                 |
| Feb. 2013   | Dez. 2021                 |
| Jan. 2018   | Dez. 2025                 |
| Mrz. 2024   | schrittweise ab Dez. 2025 |
| Jun. 2024   | Dez. 2026                 |
| Jul. 2025   | schrittweise ab Dez. 2026 |

Im Finanzierungsvertrag des Projekts wurde Ende März 2009 festgehalten:

„Die Vertragsparteien sind sich einig, dass die Neubaustrecke Wendlingen-Ulm zeitgleich mit dem Projekt bis spätestens Dezember 2019 in Betrieb genommen werden soll.“

Dieser Termin wurde auch im Vorfeld der Volksabstimmung im November 2011 seitens der Deutschen Bahn kommuniziert. März 2012 gab die Deutsche Bahn die Verschiebung der Inbetriebnahme auf Dezember 2020 bekannt. Im Februar 2013 folgte die offizielle Verschiebung auf Dezember 2021.
In der Lenkungskreis-Sitzung im Juli 2013 bezifferte die Deutsche Bahn die Wahrscheinlichkeit einer Inbetriebnahme Ende 2022 mit 80 Prozent. Dabei waren sämtliche Planungsprämissen im „Best Case“ angenommen worden und zusätzliche Risiken aus der Planfeststellung nicht berücksichtigt. Ende 2017 war von einem terminlichen „Gegensteuerungsbedarf“ von bis zu zwei Jahren gegenüber Dezember 2021 die Rede.
Anfang 2018 gab die Deutsche Bahn bekannt, dass nunmehr mit einer Fertigstellung zum Fahrplanwechsel am 14. Dezember 2025 gerechnet werde.
Im März 2024 kündigte die DB an, den Netzfahrplan für 2026 auf Basis der alten Infrastruktur zu erstellen. Zunächst war der Plan, die Inbetriebnahme des Bahnknotens in mehreren Stufen erfolgen zu lassen und weiterhin an einer Inbetriebnahme des Hauptbahnhofs im Dezember 2025 festzuhalten. Im Juni 2024 wurde bekannt, dass die Eröffnung des Projektes auf Dezember 2026 verschoben wird. Ein Grund für die erneute Verschiebung sei die Digitalisierung, die komplexer als ursprünglich angenommen sei. Die damit beauftragte Firma hat den Besitzer gewechselt. Viele Fachleute hätten die Firma verlassen, so „dass die Bahn 60 eigene Digitalexperten in die Firma“ habe schicken müssen. Ab Ende 2025 sollen alle Anlagen und Ausrüstungen, mit Ausnahme der Gäubahn-Anbindung über den Flughafen, stufenweise in den Testbetrieb gehen. Im Frühjahr 2026 soll der Rückbau des Gäubahndamms beginnen, der für die neue S-Bahn-Anbindung notwendig ist. Nach einer im Juni 2024 veröffentlichten Unterlage soll ab Oktober 2025 zunächst ein Vorlaufbetrieb unter Verantwortung der Leit- und Sicherungstechnik erfolgen. Im Juli 2026 sollen der übrige Hauptbahnhof und die weitere Infrastruktur von Stuttgart 21 folgen. Die „Gesamtinbetriebnahme und feierliche Eröffnung“ war nunmehr für Dezember 2026 geplant. Stand Juli 2025 ist im Dezember 2026 eine Teilinbetriebnahme geplant. Der Kopfbahnhof soll bis Mitte 2027 genutzt werden.
Die Fern- und Regionalverkehrsanbindung über Bad Cannstatt erfordert einen mehrmonatigen Umbau des Bahnhofs Bad Cannstatt, die nach Inbetriebnahme des Hauptbahnhofs erfolgen sollte. Die Führung der Gäubahn über den Flughafen soll mehrere Jahre später in Betrieb genommen werden; die rechtzeitige Inbetriebnahme der Anbindung des Flughafens an die Neubaustrecke Richtung Ulm sowie des Abstellbahnhofs galten als unsicher.

### Projektsteuerung
Von 1996 bis 2001 war die DB-Tochter DBProjekt GmbH Stuttgart 21 mit der Planung beauftragt, anschließend kurzzeitig die DB Projekte Süd GmbH, die schließlich 2003 in der DB ProjektBau GmbH aufging. Zum 1. September 2013 übernahm die neu gegründete DB Projekt Stuttgart–Ulm GmbH die Projektsteuerung. Bisherige Gesamtprojektleiter waren Hans Sommer/Reimar Baur, Peter Marquart, Hany Azer, Stefan Penn und Manfred Leger. Seit 1. Juli 2020 übt Olaf Drescher diese Funktion aus.
Seit 2008 tritt halbjährlich ein Lenkungskreis der Projektpartner zusammen.

## Diskussion

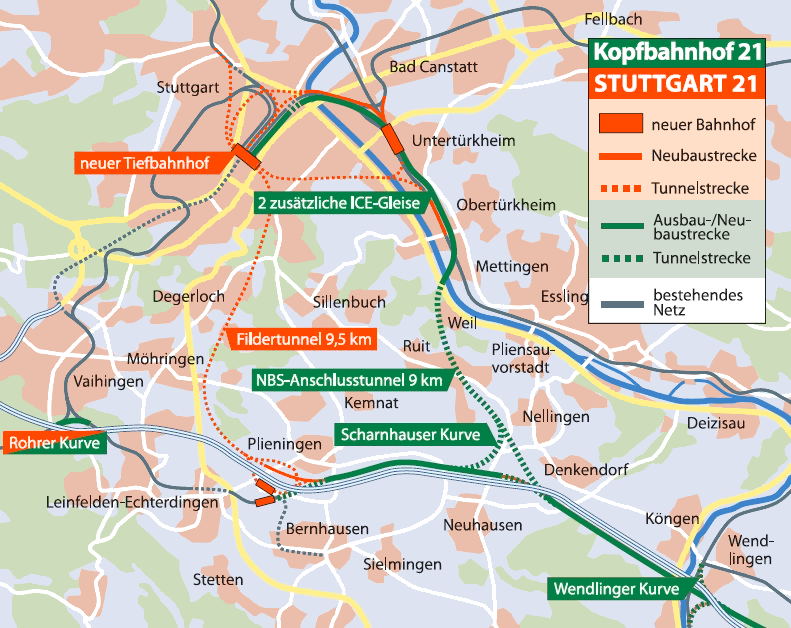
Alternativkonzept Kopfbahnhof 21 im Vergleich zu Stuttgart 21

Projektbefürworter und Projektgegner stimmten darüber ein, dass der Stuttgarter Bahnknoten modernisiert werden müsse. Beide Gruppen wollten zudem eine Steigerung der Leistungsfähigkeit erreichen und stellten dazu Konzepte vor.
Für Projektbefürworter standen durch das Projekt Stuttgart 21 die umfangreichen Möglichkeiten der Stadtentwicklung im Vordergrund, Projektgegner sprachen daher auch von einem „Immobilienprojekt“. Das Verkehrskonzept sollte zudem wirtschaftliche und gesellschaftliche Möglichkeiten schaffen durch bessere Hochgeschwindigkeitsverbindungen und kürzeren Fahrzeiten, die zu einem Anwuchs der Reisendenzahlen führen sollten.
Projektgegner hielten das Projekt für betriebsschädlich, nicht bahnkundenfreundlich, umweltbelastend und überteuert. Sie bemängelten Eingriffe in Umwelt, Grundwasser, Denkmäler sowie privates Eigentum und befürchteten eine Beeinträchtigung der Mineralwasservorkommen. Ferner seien zahlreiche weitere Bahnprojekte in Baden-Württemberg (darunter der Ausbau der Gäubahn und der Rheintalbahn sowie die Elektrifizierung der Südbahn) durch das Projekt blockiert worden, da sich die Landesregierung auf Stuttgart 21 konzentrierte. Auch wurden Mittel aus der Streichung von Regionalverkehren (2007) in das Projekt gelenkt. Der Reisezeitvorteil des Durchgangsbahnhofs sei für den Großteil der Reisenden im Vergleich zur Alternative Kopfbahnhof 21 nicht vorhanden, insbesondere wenn der Regionalverkehr als Wendezug im Tiefbahnhof verkehre. Im Gegensatz zur Neubaustrecke, ließe sich durch den Durchgangsbahnhof keine signifikante Fahrzeitverkürzung erreichen.
Die Projektgegner bezweifeln, dass mit Stuttgart 21 das zukünftig nötige Verkehrswachstum bewältigt werden kann. Das Zugangebot soll durch Stuttgart 21 laut Planfeststellung um 30 % gesteigert werden. Gegner des Projekts argumentierten, dass der bestehende Kopfbahnhof 1970 in der Spitzenstunde aber bereits 45 Züge abfertigte; 1996 seien im Kopfbahnhof 38 Züge und 2011 39 Züge in der Spitzenstunde gefahren. Sie sehen daher in dem Projekt Stuttgart 21 eine Reduzierung der Bahnhofskapazität unter den aktuellen Bedarf und die Schaffung eines Engpasses im Netz. Das Thema war Gegenstand der Verfahren vor dem Verwaltungsgerichtshof Baden-Württemberg (VGH) zur Enteignung eines Anwohners. Hier wurde im Juli 2014 geurteilt, dass die Kapazität von Stuttgart 21 bei 32 Zügen pro Stunde liege, was aber keine „neue Tatsache“ sei und daher keine Revision der VGH-Entscheidung von 2006 rechtfertige. Eine SMA-Studie aus dem Jahr 2023 unterstellte, dass der Hauptbahnhof in Verbindung mit dem Digitalen Knoten Stuttgart (DKS) 59,5 Züge pro Stunde bewältigen kann.
Auch die Kostenprognosen der Bahn wurden laufend kritisiert. Die Projektkosten von 4.088 Mio. Euro zur Zeit des Finanzierungsvertrags seien „schöngerechnet“ gewesen, die Bahn habe internes Wissen von höheren Baukosten unterschlagen. Drei Jahre nach Baubeginn wies Anton Hofreiter (Grüne) darauf hin, dass DB-Experten intern bereits mit Kosten von 11 Milliarden Euro rechneten. Ein darauf aufbauendes Bürgerbegehren scheiterte 2015 am Stuttgarter Gemeinderat. Seit 2013 wird vor Gericht eine Strafanzeige in dieser Sache gegen den Vorstand und Aufsichtsrat der Deutschen Bahn AG verhandelt. Eine Beschwerde gegen die Nicht-Aufnahme entsprechender Ermittlungen ist bei der Generalstaatsanwaltschaft Berlin anhängig, zu der der Strafrechtsprofessor Felix Herzog in einem Gutachten Anhaltspunkte „für ein wirtschaftskriminelles Geschehen“ und eine Pflicht zur Aufklärung bestätigte.
Vielfach wurde der Umgang mit der Kritik am Projekt kritisiert. Ein Schlichtungsverfahren mit Projektgegnern fand erst Ende 2010 nach Baubeginn, nach einem eskalierten Polizeieinsatz statt. Der für das Projekt Neu- und Ausbaustrecke Stuttgart–Augsburg zuständige Planer Ernst Krittian kritisierte bereits Anfang der 1990er Jahre, dass Kritik am Konzept Stuttgart 21 nicht geduldet worden sei. Nachdem er das Projekt Stuttgart 21 kritisiert habe, sei ihm die Zuständigkeit entzogen worden. Eine „Stuttgarter Connection“ habe das Projekt durchgedrückt, der politische Beschluss sei „nach Gutsherrenmanier“ gefallen. Projektgegner warfen den projektverantwortlichen Politikern zudem Verflechtungen mit den beauftragten Unternehmen vor. So wechselte der damalige Bahnchef Rüdiger Grube 2018 in den Aufsichtsrat des Tunnelmaschinen-Herstellers Herrenknecht. Die Lebensgefährtin von Oettinger war im Vorstand der Stiftung Lebendige Stadt, welche mit ECE das Einkaufszentrum Milaneo auf ehemaligen Gleisflächen realisierte.
Projektgegner befürchteten, dass der Wert der Stadtentwicklungsflächen zu hoch prognostiziert worden war. 1996 wurde beispielsweise bemängelt, dass der geplante Erlös von 2,2 Milliarden D-Mark für 56 Hektar Nettobauland (entsprechend rund 4000 D-Mark je Quadratmeter) viel zu hoch angesetzt worden sei.
Kritisiert wurde zudem die 2001 erfolgte Vergabe eines Zehn-Jahres-Vertrages für Regionalverkehr an die Deutsche Bahn ohne Ausschreibung. Laut DB-Angaben rechnete sich Stuttgart 21 ohne langfristige Nahverkehrsverträge nicht. Der Wettbewerbsrechtler Clemens Antweiler hielt diese Direktvergabe sowie die darüber hinaus gewährten Zahlungen für eine versteckte Subvention der Deutschen Bahn. Die Nahverkehrsgesellschaft Baden-Württemberg räumte ein, dass in der Auftragssumme ein „gewisser Betrag“ für Stuttgart enthalten sei. Im Anschluss an den bis 2016 laufenden Verkehrsvertrag sollen, bis zur Inbetriebnahme von Stuttgart 21, Teilstrecken weiterhin ohne Ausschreibung an die Deutsche Bahn vergeben werden. Die Grünen gingen davon aus, dass so bis 2025 mehr als 100 Millionen Euro mehr ausgegeben werden als unter Wettbewerb.
Am 11. Juni 2018 befasste sich der Verkehrsausschuss des Bundestags in einer öffentlichen Expertenanhörung über Stuttgart 21. Befürworter der Deutschen Bahn forderten den Weiterbau während Projektgegner Hannes Rockenbauch das kostengünstigere Umbaukonzept „Umstieg 21“ forderte. Die Linksfraktion beantragte einen sofortigen Baustopp, die Rücknahme laufender Klagen und die Einfrierung aller Bundesmittel bis zur Vorlage eines Alternativplans.
Durch das Projekt sollten nach Angaben der Bahn 10.000 neue Dauerarbeitsplätze in Baden-Württemberg entstehen, davon etwa 4.200 in Stuttgart. Für die Zeit der Bauarbeiten sollten bis zu 7.000 Arbeitsplätze entstehen. Das IMU Institut kam dagegen auf 2.500 zusätzliche Arbeitsplätze.

### Verkehrskonzept
Ein Ziel des Projekts ist laut Angaben der Projektpartner eine Verbesserung des Personenverkehrsangebots durch eine Erhöhung der Kapazität, ein dichteres Netz im Regionalverkehr und kürzere Fahrzeiten. Stuttgart 21 soll zu Angebotssteigerungen und Fahrzeitverkürzungen im Fern- und Regionalverkehr führen und den Flughafen Stuttgart besser anbinden. Ein wesentliches Ziel des Projektes ist eine schnell befahrbare Verknüpfung der bestehenden Strecke Mannheim–Stuttgart mit der Schnellfahrstrecke Wendlingen–Ulm. Auf allen Regionalverkehrsrelationen soll es Fahrzeitverkürzungen geben. Der Flughafen Stuttgart und die Neue Landesmesse werden unmittelbar an die geplante Neubaustrecke angeschlossen. Die Fahrzeit vom Hauptbahnhof zum Flughafenbahnhof soll zukünftig acht Minuten betragen. Über die neue S-Bahn-Station Mittnachtstraße soll außerdem das geplante Rosensteinviertel erschlossen und die Reisezeit im Tangentialverkehr zwischen Bad Cannstatt und Feuerbach verbessert werden.
Gegenüber dem Fahrplan von 2001 gehen die dem Planfeststellungsverfahren zu Grunde liegenden Verkehrsprognosen für das Jahr 2015 von einer Erhöhung der Zugzahlen am Hauptbahnhof um 75 % im Fern- sowie um 56 % im Regionalverkehr aus. Erwartet werden demnach 434 Fernverkehrs- und 418 Regionalverkehrszüge pro Tag.
Im Juli 2007 begann die Konzeption der Nahverkehrsgesellschaft Baden-Württemberg (NVBW) für die Jahre ab 2020. Die Angebotskonzeption 2020 basiert auf den Annahmen des Betriebsszenarios des Bundesverkehrswegeplans 2003 und der Planfeststellung des Projekts Stuttgart 21 und geht von der Realisierung zahlreicher weiterer Projekte (Ausbau Rheintalbahn, Elektrifizierung der Südbahn u. a.) aus. Im Rahmen des Konzepts war geplant, die in Baden-Württemberg gefahrenen Zugkilometer auf bis zu 86 Millionen Zugkilometer auszuweiten (2012: rund 65,5 Millionen Zugkilometer). Neben dieser Steigerung um 31 Prozent war eine Option mit 40 Prozent Leistungssteigerung geplant. Diese rein durch Wettbewerbsgewinne erwartete Ausweitung habe sich als nicht finanzierbar erwiesen (Stand: 2012). Das Verkehrsangebot soll stattdessen um 15 bis 20 Prozent ausgeweitet werden.
Der 1996 geschlossene Vertrag von Lugano verpflichtet Deutschland und die Schweiz, die Reisezeit zwischen Zürich und Stuttgart auf maximal zweieinviertel Stunden zu begrenzen. Dieses Ziel wurde als Planungsparameter für die Gäubahn-Anbindung von Stuttgart 21 berücksichtigt.

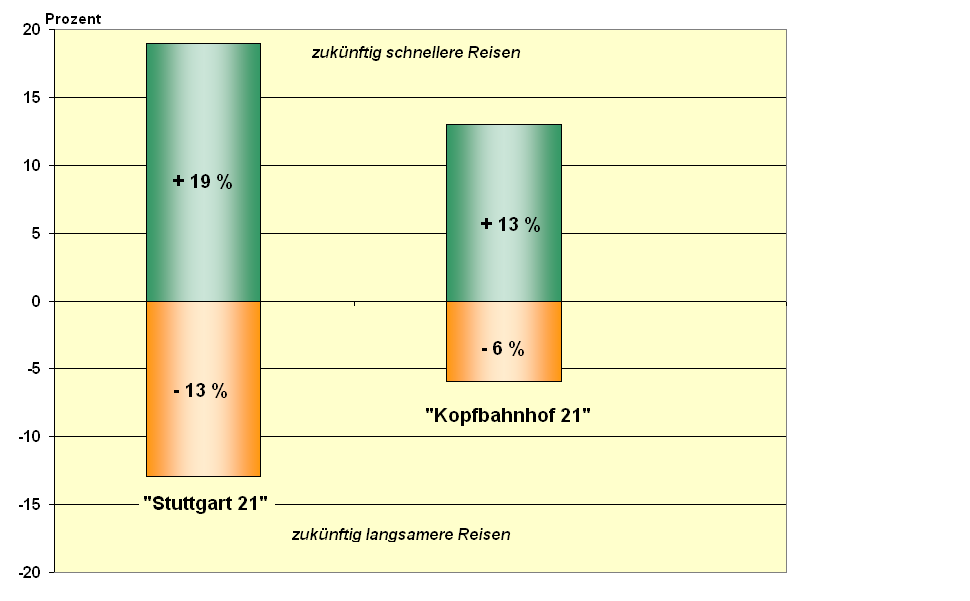
Anteil der Reisenden von 2007, die bei den Konzepten Stuttgart 21 und Kopfbahnhof 21 wenigstens zwei Minuten schneller bzw. langsamer unterwegs wären (Stand: November 2010)

Eine vergleichende Reisezeitanalyse zwischen den Planungsständen (Netzgrafik) für Stuttgart 21 und einer von K21-Befürwortern vorgelegten Netzgrafik für Kopfbahnhof 21 wurde im Auftrag der damaligen Landesregierung im November 2010 angefertigt. Dabei wurden 38.220 Relationen zwischen 196 Bahnhöfen in Baden-Württemberg ausgewertet, für beide Konzepte unterschiedliche weitere Infrastrukturausbauten angenommen und die Reisezeiten mit den Reisendenzahlen von 2007 gewichtet. Bei Stuttgart 21 wären 19 % der Reisenden wenigstens zwei Minuten schneller unterwegs, 13 % wenigstens zwei Minuten länger und knapp 70 % etwa gleich lang. Bei Kopfbahnhof 21 wären etwa 13 % der Reisenden kürzer, 6 % länger und 80 % etwa unverändert lange unterwegs.
Die 2011 gegründete und 2018 aufgelöste Stuttgarter Netz AG entwarf ein Konzept, den Kopfbahnhof auch nach Inbetriebnahme von Stuttgart 21 zu erhalten und ihn teilweise mittels eines Stilllegungsverfahrens nach § 11 Allgemeines Eisenbahngesetz von der DB Netz AG zu übernehmen. Namhafte Eisenbahnunternehmen hätten ein Interesse daran, den Kopfbahnhof weiterhin anzufahren. Der Tiefbahnhof sei nur schwer erweiterbar und daher für zusätzliche Verkehre nicht ausreichend. Da ein Stilllegungsverfahren vor dem Rückbau des Kopfbahnhofs nicht vorgesehen war, wurde die Durchführung eines solchen von der Stuttgarter Netz AG eingeklagt. Die gegen das Eisenbahn-Bundesamt gerichtete Klage wurde letztinstanzlich im Juli 2018 vom Bundesverwaltungsgericht abgewiesen. Der Kopfbahnhof müsse nicht für Dritte nutzbar bleiben, da dessen verkehrliche Funktion auch nach dessen Umbau vollständig erhalten bleibe. Somit entfalle die Grundlage für ein Stilllegungsverfahren.

### Bahnbetrieb

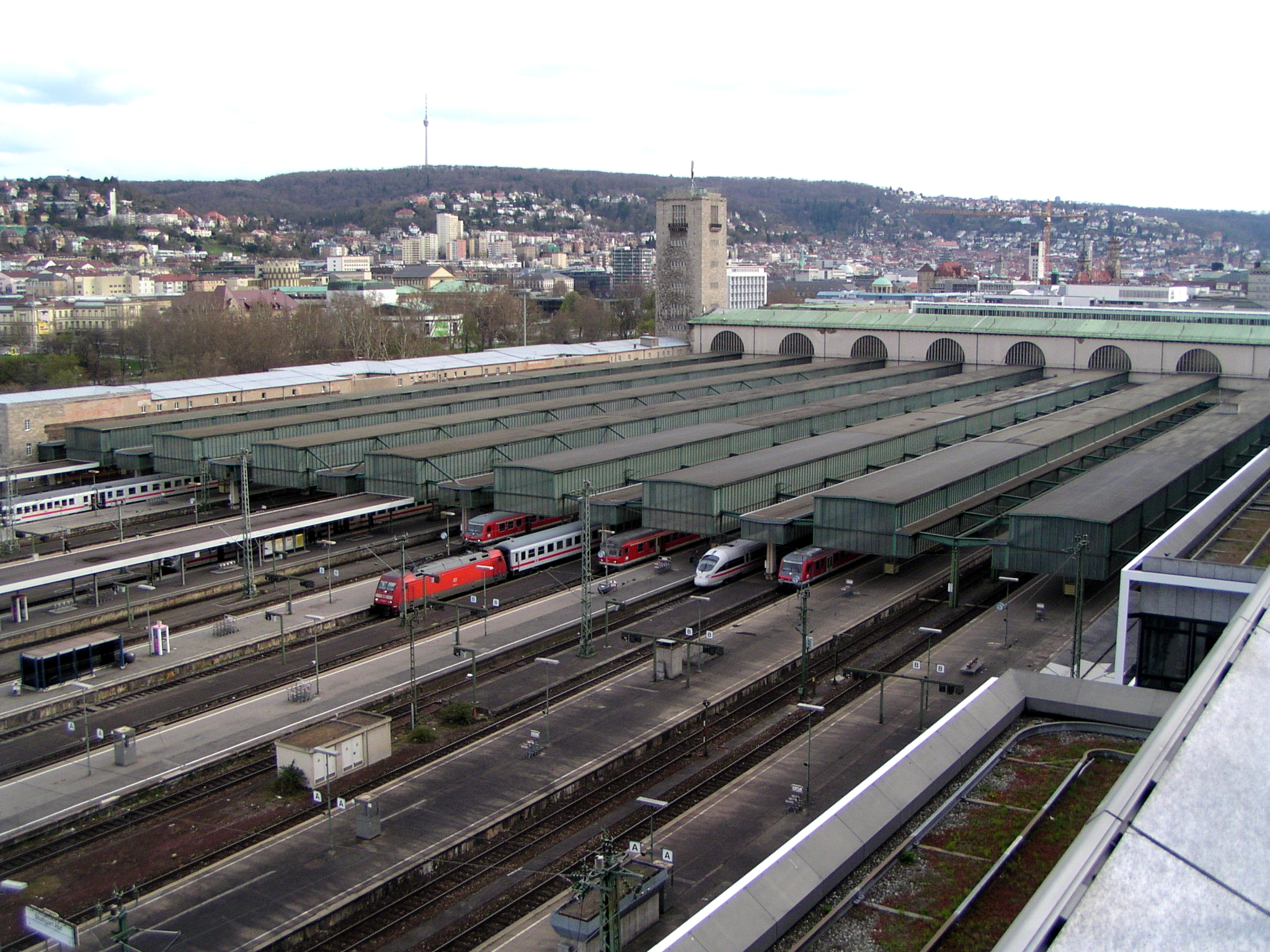
Blick auf die Rückseite des Hauptbahnhofs im März 2008

Schematischer Spurplan des achtgleisigen Hauptbahnhofs

Der Planrechtfertigung des Vorhabens lag das Betriebsprogramm 2010+x zu Grunde, das später weiterentwickelt wurde. Laut einem 1997 angefertigten Gutachten kann der Durchgangsbahnhof das dabei zu Grunde gelegte Betriebsprogramm mit durchschnittlich 25,5 Gleisbelegungen je Stunde bewältigen. Darüber hinaus seien abgestimmte Betriebsprogramme mit 32 bis 35 Gleisbelegungen je Stunde möglich. Eine Belegung des Durchgangsbahnhofs mit 39 Gleisbelegungen je Stunde sei möglich, wobei die Nennleistung des Streckenabschnitt zwischen Stuttgart-Zuffenhausen und dem Hauptbahnhof um vier Züge überschritten würde.
Insbesondere die Leistungsfähigkeit des Hauptbahnhofs ist umstritten. Ein Gutachten durch die Universität Stuttgart ermittelte auf Basis eines für S21 entwickelten Betriebsprogrammes einen optimalen Leistungsbereich des Durchgangsbahnhofs von 42 bis 51 Zügen pro Stunde. Für eine Variante eines ausgebauten Kopfbahnhofs (Kopfbahnhof 21, K21) wurden dagegen 28 bis 38 Züge je Stunde bestimmt. Die maximale Leistungsfähigkeit liege bei 72 Zügen im Durchgangsbahnhof bzw. 43 Zügen pro Stunde in der betrachteten K21-Variante. Ein für K21 optimiertes Betriebsprogramm oder das real auf dem Kopfbahnhof gefahrene Betriebsprogramm wurden nicht untersucht. Bei einem integralen Taktplan sei mit einer geringeren Leistungsfähigkeit zu rechnen, da die Zugfahrten durch die Taktung weniger gleichmäßig verteilt seien. Einfahrten in den umgebauten Hauptbahnhof seien mit 60 km/h bis 100 km/h statt bislang 30 km/h möglich. Im Rahmen einer als „Stresstest“ bezeichneten und in Folge des Schlichterspruchs durchgeführten Eisenbahnbetriebssimulation wurde 2011 nachgewiesen, dass der geplante Hauptbahnhof zur Spitzenstunde (7 bis 8 Uhr) 49 ankommende Züge in „wirtschaftlich optimaler Betriebsqualität“ verarbeiten könne. Im Auftrag der Deutschen Bahn und des Landes Baden-Württemberg testierten SMA und Partner das Ergebnis. Die Methodik und Ergebnisse der Betriebssimulation sind umstritten. Laut DB-Angaben von 2019 und 2024 könne mit dem DKS auf jedem der acht Bahnsteiggleise des Hauptbahnhofs im „S-Bahn-ähnlichen Hochleistungsbetrieb“ alle fünf Minuten und auf jedem der daran anschließenden Streckengleise im Mittel alle zwei Minuten ein Zug fahren.
Im Gleisvorfeld des Kopfbahnhofs bestehen Fahrstraßenausschlüsse, die eine Ausschöpfung der vorhandenen Kapazitäten verhindern. Diese seien nur mit erheblichen Baumaßnahmen und Kosten zu beseitigen. Projektgegner bezweifeln diese Aussagen und Kosten und stellten mit dem Alternativprojekt Kopfbahnhof 21 ein Gegenkonzept vor, das eine Optimierung des Gleisvorfelds und die Ergänzung der Überwerfungsbauwerke zur kreuzungsfreien Einführung der Linien in den Bahnhof vorsieht und unter den veranschlagten Kosten für Stuttgart 21 liegen soll. Auf Grund der Ringstruktur von Stuttgart 21 sollen Fahrtrichtungswechsel unnötig werden und die von 225 auf 48 reduzierte Zahl der Weichen, die Feste Fahrbahn sowie weitere Maßnahmen die Betriebskosten senken.
Zu betrieblichen Einschränkungen und Risiken, die sich aus der Längsneigung des Hauptbahnhofs (bis zu 25 ‰ im Bahnhofs- und bis zu 15,1 ‰ im Bahnsteigbereich) ergeben, sind DB, EBA und Kritiker unterschiedlicher Auffassung.
Kritiker bemängeln, das Projekt mache jedwede Perspektive zunichte, den Hauptbahnhof Stuttgart zu einem Vollknoten in einem integralen Taktfahrplan (ITF) auszubauen. Nach Bahnangaben könne dagegen – auch mit wirtschaftlich vertretbaren Ausbauten – aufgrund begrenzter Zulaufkapazitäten kein sinnvoller ITF-Vollknoten errichtet werden. Eine starre Anwendung des ITF-Prinzips führe zu Bahnsteigaufenthalten von bis zu mehr als einer halben Stunde. Verkehrlich sinnvoll umgesetzt werden könne dagegen die Realisierung einer ITF-Zwischenstufe, bei der in der Hauptverkehrszeit ein Halbstundentakt im Regionalverkehr eingerichtet werden könne. Dabei soll u. a. der Regionalverkehr überwiegend als Durchmesserlinie durchgebunden werden. Im Knoten Stuttgart sollten laut Angaben von 2009 Nahverkehrslinien idealerweise zu den Minuten 15 und 45 verkehren, Fernverkehrslinien zu den Minuten 00 und 30, um kurze und stabile Anschlüsse zu ermöglichen. Dabei können die Umsteigetakte an den existierenden ITF-Taktknoten in Baden-Württemberg in vollem Umfang beibehalten werden. Nachdem im Juni 2019 der zweite Gutachterentwurf des Deutschlandtakts vorgestellt worden war, kam es zu einer weiteren Debatte. Ein Halbstundentakt in umliegende Großstädte wie Heidelberg, Nürnberg oder Zürich sei aufgrund unzureichender Gleise im Hauptbahnhof sowie die Zahl der Zulaufstrecken nicht möglich. Ebenso sei die vom Bundesverkehrsministerium inzwischen angestrebte Verdoppelung der Fahrgastzahlen nicht realisierbar. Verkehrsminister Hermann und weitere Verkehrsexperten wie Matthias Gastel oder der VCD sahen jedoch Bedarf für zusätzliche Infrastruktur. Daher schlug Hermann den Bau eines zusätzlichen unterirdischen Halts vor und richtete einen Arbeitskreis zur Erarbeitung sinnvoller Bausteine für eine Kapazitätserweiterung ein, an dem auch die Stadt und die Deutsche Bahn teilnehmen sollten. Der 2020 vorgelegte dritte Gutachterentwurf des Deutschlandtakts enthält ein weiterentwickeltes Konzept.
Im Juli 2010 gelangte eine Präsentation von SMA und Partner aus dem Jahr 2008 an die Öffentlichkeit. Das Unternehmen war 2008 durch die NVBW beauftragt worden, den integralen Taktfahrplan für Baden-Württemberg für das Jahr 2020 zu überarbeiten. Das Büro hatte dabei in einem mehrstufigen Prozess ein Fahrplankonzept auf Basis der Stuttgart-21-Infrastruktur entwickelt. Die Autoren kritisierten die hohe Belastung der eingleisigen Streckenabschnitte am Flughafen und an der Kleinen Wendlinger Kurve und weitere betriebliche Engpässe. So stünden für den Fernverkehr nach Ulm unter dem Strich nur zwei Trassen pro Stunde und Richtung zur Verfügung, im Zulauf zur Gäubahn seien für Fern- und Regionalverkehrs-Trassen aufgrund von S-Bahn-Zugfolgen Fahrzeitverlängerungen von im Mittel rund sieben Minuten erforderlich. Mehrere Fahrstraßenkonflikte im Hauptbahnhof ließen sich nicht auflösen. Die Gestaltung des Fahrplans sei aufgrund der „knapp dimensionierte[n] Infrastruktur […] nur in sehr geringem Maße möglich“, das „Gesamtsystem nur sehr schwer beherrschbar“ und zukünftige Angebotsausweitungen nur sehr bedingt realisierbar. „Aufgrund der Brisanz der vorliegenden Resultate“ wurde „absolutes Stillschweigen“ vereinbart. Das baden-württembergische Verkehrsministerium wies Kritik daran zurück. SMA sei 2008 von der landeseigenen Nahverkehrsgesellschaft explizit damit beauftragt worden, Schwachstellen zu identifizieren. Auf Basis des Arbeitspapiers seien in der Folge Lösungen für die Probleme entwickelt worden. SMA bestätigte diese Darstellung und bezeichnete die Folien als „veralteten Planungsstand“, zudem seien „Einzelaspekte isoliert dargestellt“. Die geplante Infrastruktur sei im Hinblick auf das vorgesehene Betriebskonzept „knapp bemessen und nicht überdimensioniert“, die Entwicklung des Fahrplankonzepts daher von besonderer Bedeutung. Der Tiefbahnhof Stuttgart sei kein limitierender Faktor, die Infrastruktur müsse nicht zu Engpässen führen. Für die S-Bahn und die Gäubahn gäbe es fahrplantechnisch keine Nachteile, ein ITF-Taktknoten sei realisierbar. Das Betriebskonzept sei inzwischen (Stand: Juli 2010) weiterentwickelt worden, die gewünschten Verkehrsmengen führten verschiedenorts zu „fahrplantechnisch anspruchsvollen Konstruktionen“.
Der Verkehrsclub Deutschland (VCD) kritisierte, dass „bei einem größeren Störungsfall bei der S-Bahn in der Hauptverkehrszeit im Innenstadttunnel“ zukünftig der gesamte Schienenverkehr rund um Stuttgart beeinträchtigt sei, da der unterirdische Hauptbahnhof S-Bahn-Züge nicht im gleichen Umfang wie der Kopfbahnhof aufnehmen könne. Außerdem könnten Regionalzüge die Ankunft von Fernzügen nicht mehr abwarten. Die Projektplaner halten dem entgegen, dass künftig insgesamt acht anschließende Streckengleise zur Verfügung stehen, während heute alle Züge auf fünf Gleisen Richtung Norden ein- und ausfahren. Durch den möglichen Ringverkehr sei es besser möglich, Abweichungen im Betriebsablauf auszugleichen und Verspätungen zu minimieren.
Eine Studie des Büros Vieregg und Rössler im Auftrag der Fraktion Bündnis 90/Die Grünen im Stuttgarter Gemeinderat und des BUND kritisierte 2008, im Durchgangsbahnhof seien Fahrstraßenkonflikte nicht auszuschließen. Laut SMA gibt es „sehr wenige“ Fahrstraßenausschlüsse. Durch die Stilllegung der Gäubahn entfalle Vieregg und Rössler zufolge die Möglichkeit, S-Bahn-Züge bei Störungen im S-Bahn-Tunnel über diese Strecke umzuleiten. Nachteilig sei auch die entfallende Möglichkeit, S-Bahn-Gleise nach Feuerbach und Bad Cannstatt für Regionalzüge zu nutzen. Dem gegenüber stehen nach Bahnangaben neue Verbindungen, statt über die Gäubahn können S-Bahn-Züge zum Beispiel über den Flughafen umgeleitet werden.
Im Projekt sollte ETCS Baseline 3 mit ortsfesten Signalen eingesetzt werden. Der Knoten soll nun unter dem Projektnamen Digitaler Knoten Stuttgart auf einer Länge von rund 500 km (im Rahmen der Digitalen Schiene Deutschland) vorrangig mit Digitalen Stellwerken und ETCS Level 2 Baseline 3 R2 ohne Lichtsignale sowie Automatisiertem Fahrbetrieb (ATO) ausgerüstet werden.

### Bautechnik und Geologie

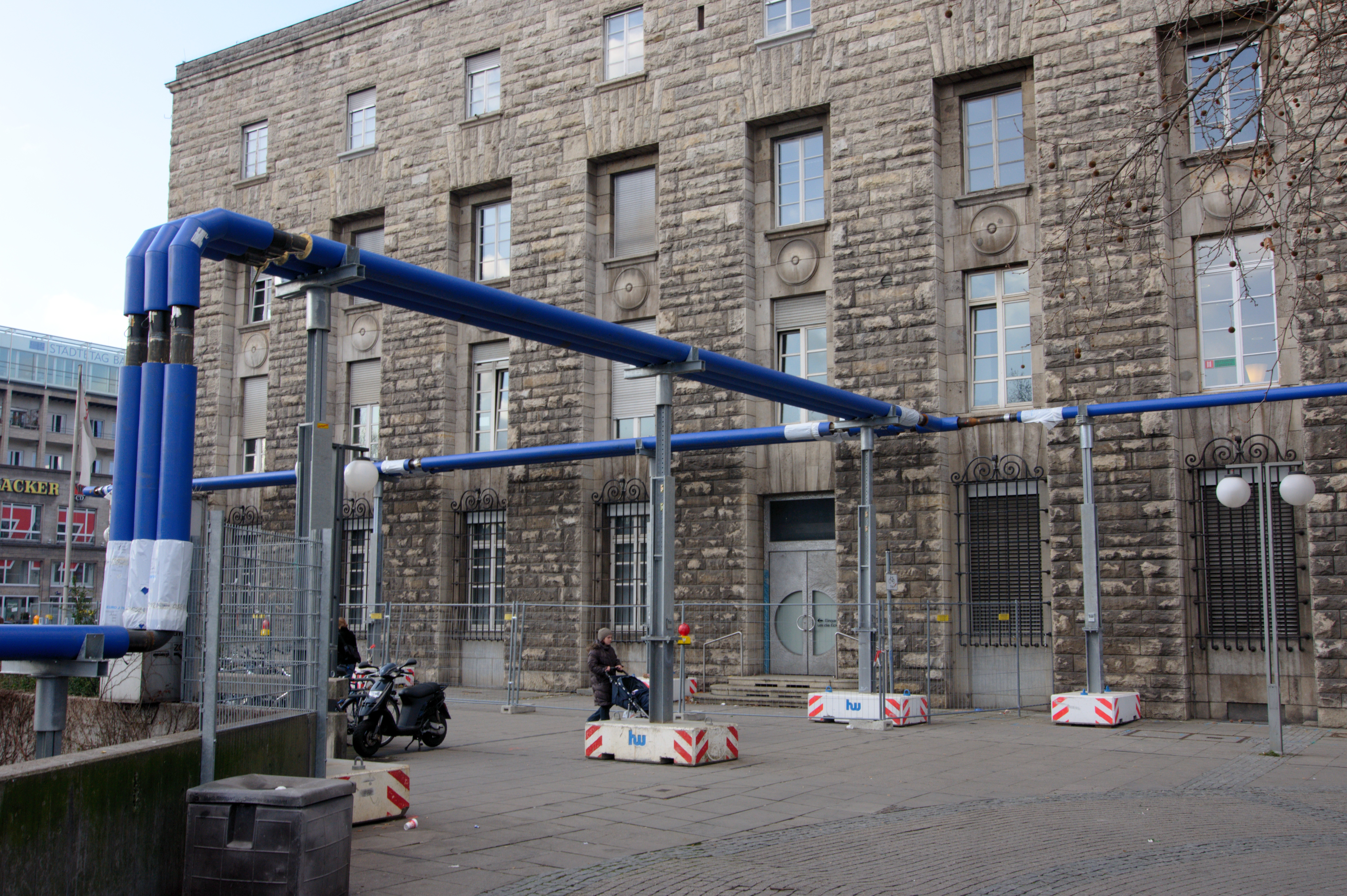
Rohre für das Grundwassermanagement an der südöstlichen Ecke des Hauptbahnhofs

Die neuen Bahnstrecken von Stuttgart 21 sollen zu rund 60 % unterirdisch in Tunneln verlaufen (33 km der 57 km langen Bahnstrecke) und in der Tallage städtische Bebauung sowie den Neckar mit dem Tunnel Obertürkheim unterqueren. Drei Bahnhöfe, 18 Brücken und ein Abstellbahnhof sollen neu errichtet werden. Die besonderen bautechnischen Aufwendungen, die sich aus den geologischen Bedingungen ergeben, stellen mit den damit verbundenen technischen und finanziellen Unwägbarkeiten einen Schwerpunkt in der Diskussion um Stuttgart 21 dar.
Ein von der Deutschen Bahn in Auftrag gegebenes und den Planfeststellungsunterlagen beigefügtes geologisches Gutachten von 2003 stuft den Stuttgarter Untergrund als „gefährlich“ ein. Er sei voller Dolinen und Hohlräume. Der zeitweilige Projektleiter Hany Azer kennzeichnete den Baugrund zusammenfassend als „schwierig“.
Der bis 2003 an der Konzeption und Planung des neuen Hauptbahnhofs beteiligte Architekt Frei Otto schied im Januar 2009 vollständig aus dem Projekt aus, da er das Projekt nicht mehr verantworten könne. Der Bahnhof könne überschwemmt werden oder auch aufgrund seiner Lage im Grundwasser „wie ein U-Boot aus dem Meer aufsteigen“. Die vorgesehenen Maßnahmen gegen die im Gutachten von 2003 gefundenen Gefahren seien nicht ausreichend, es bestehe „Gefahr für Leib und Leben“.
Dem Architekten und Ingenieur Werner Sobek zufolge sei „Stuttgart 21 […] bei weitem nicht das schwierigste Bauwerk und hat nicht den schwierigsten Baugrund“. Der neue Hauptbahnhof liege zudem vollständig oberhalb der Anhydrit-Schicht. Der unbeeinflusste Anhydrit des Gipskeupers wandelt sich bei permanenter Feuchtigkeitseinwirkung in Gips um und entfaltet durch Aufquellen erhebliche Druckkräfte. Die längeren Tunnel für Stuttgart 21 werden Anhydritzonen durchqueren, die Tunnel nach Feuerbach und nach Ober-/Untertürkheim werden mehrfach durch Anhydritzonen führen. Etwa 7,8 Kilometer der geplanten Tunnel liegen in unausgelaugtem Gipskeuper. Befürworter verweisen darüber hinaus auf zahlreiche im Stuttgarter Untergrund realisierte Projekte, darunter die S-Bahn-Wendeschleife und den Hasenbergtunnel. Kritiker nennen hingegen unter anderem den Engelbergtunnel und den Wagenburgtunnel, bei denen Probleme mit Anhydrit aufgetreten sind. Der Tunnel Obertürkheim unterquert den Neckar mit einer Überdeckung von teilweise rund 8 m. Die Konstruktion und Herstellung von Tunnelabschnitten in Verwerfungs- und Übergangszonen zu anderen geologischen Schichten erforderte besondere Maßnahmen.
Aufgrund vertiefender Erkenntnisse über den Grundwasserandrang und der Verwendung eines veränderten Modells beantragte die Deutsche Bahn im März 2011, die Gesamtfördermenge des Grundwassermanagements in drei PFAs von insgesamt 9,1 auf 12,4 Millionen m³ anzuheben (davon 6,8 statt 3,0 Millionen m³ im PFA 1.1). Der zugehörige Planänderungsbescheid erging im September 2014. Gegen die Planänderung waren über 10.000 Einwendungen von etwa 4.000 Einwendern erhoben und ein achttägiger Erörterungstermin durchgeführt worden.

### Ökologie

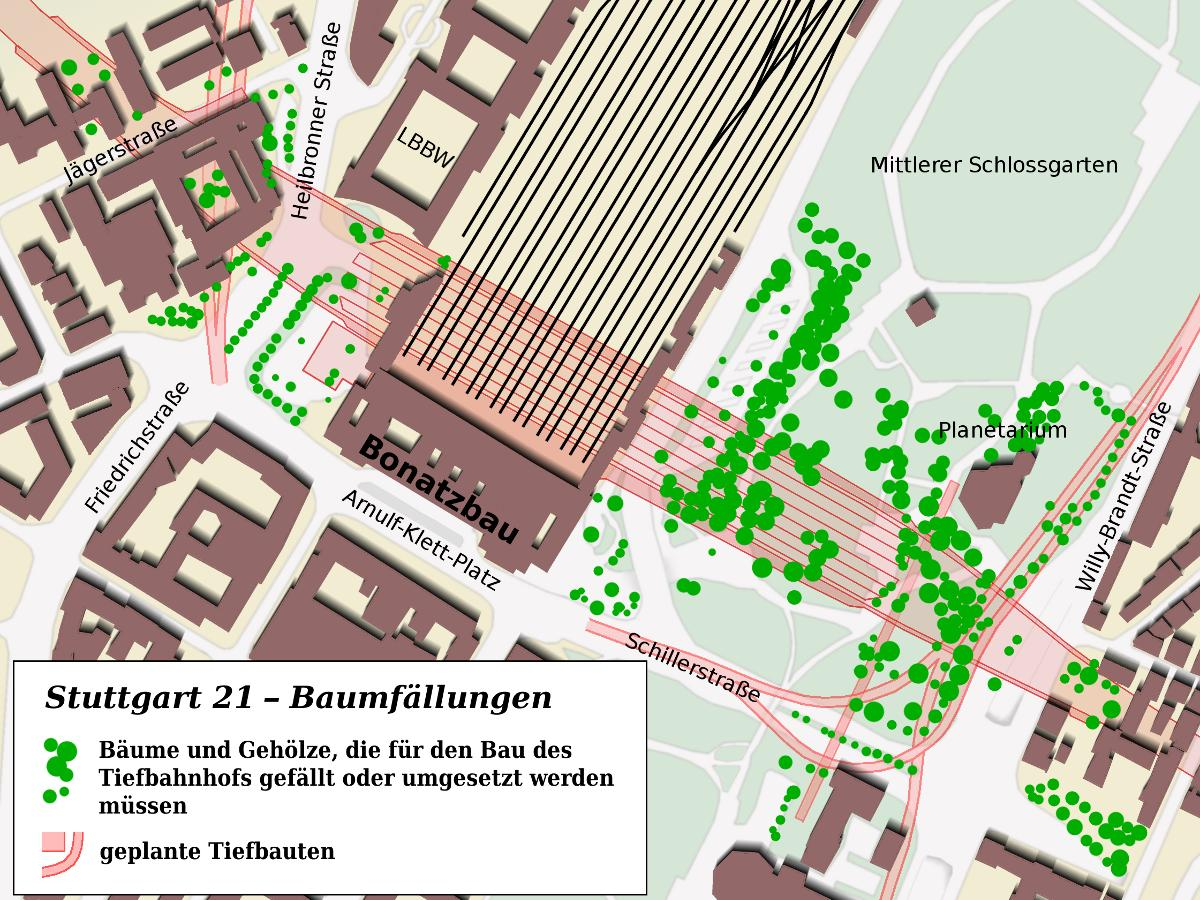
Bäume und Gehölze, die für den Bau des Tiefbahnhofs gefällt oder versetzt wurden

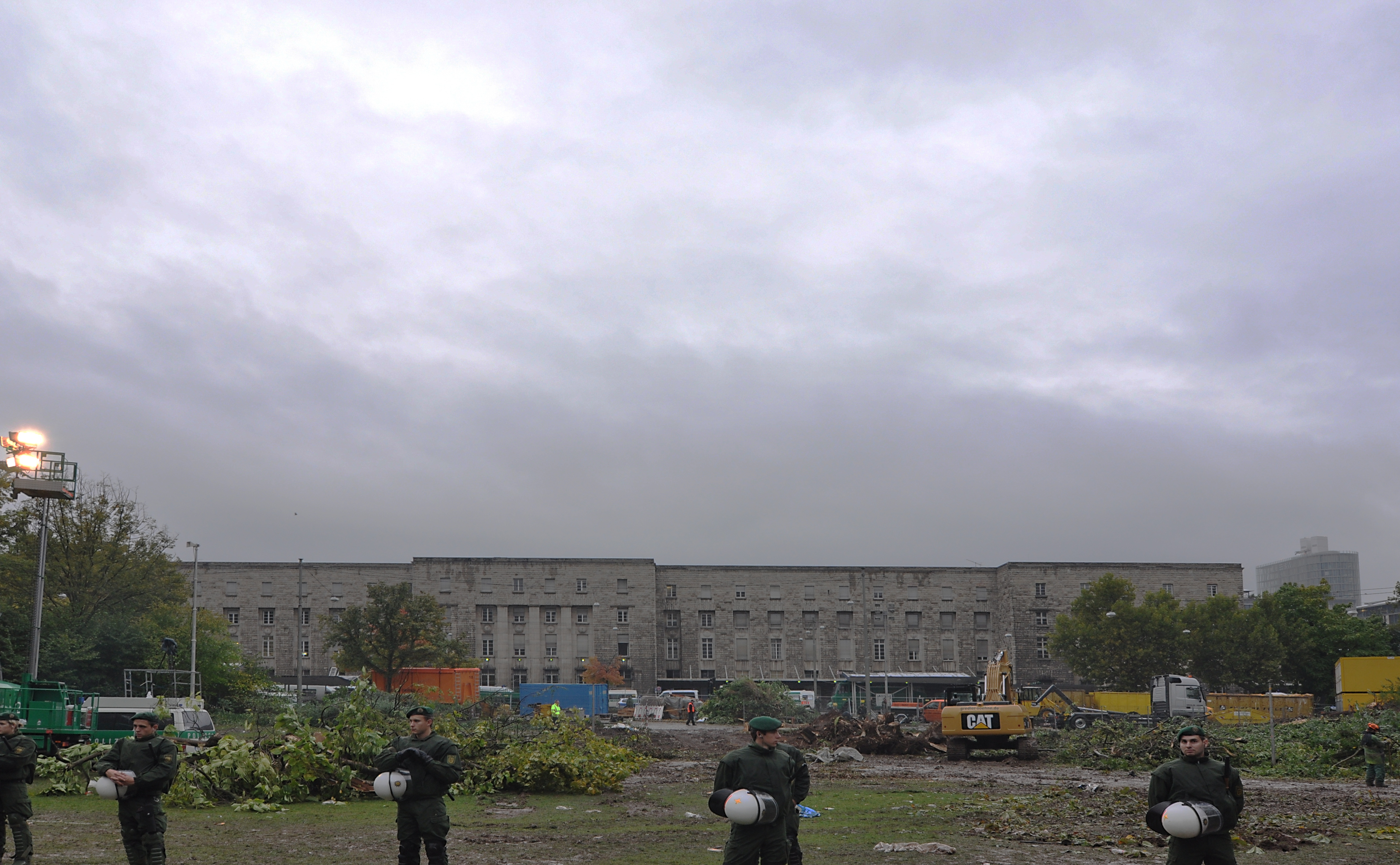
Teil des Mittleren Schlossgartens am Morgen des 1. Oktober 2010 nach nächtlichem Baumfällen

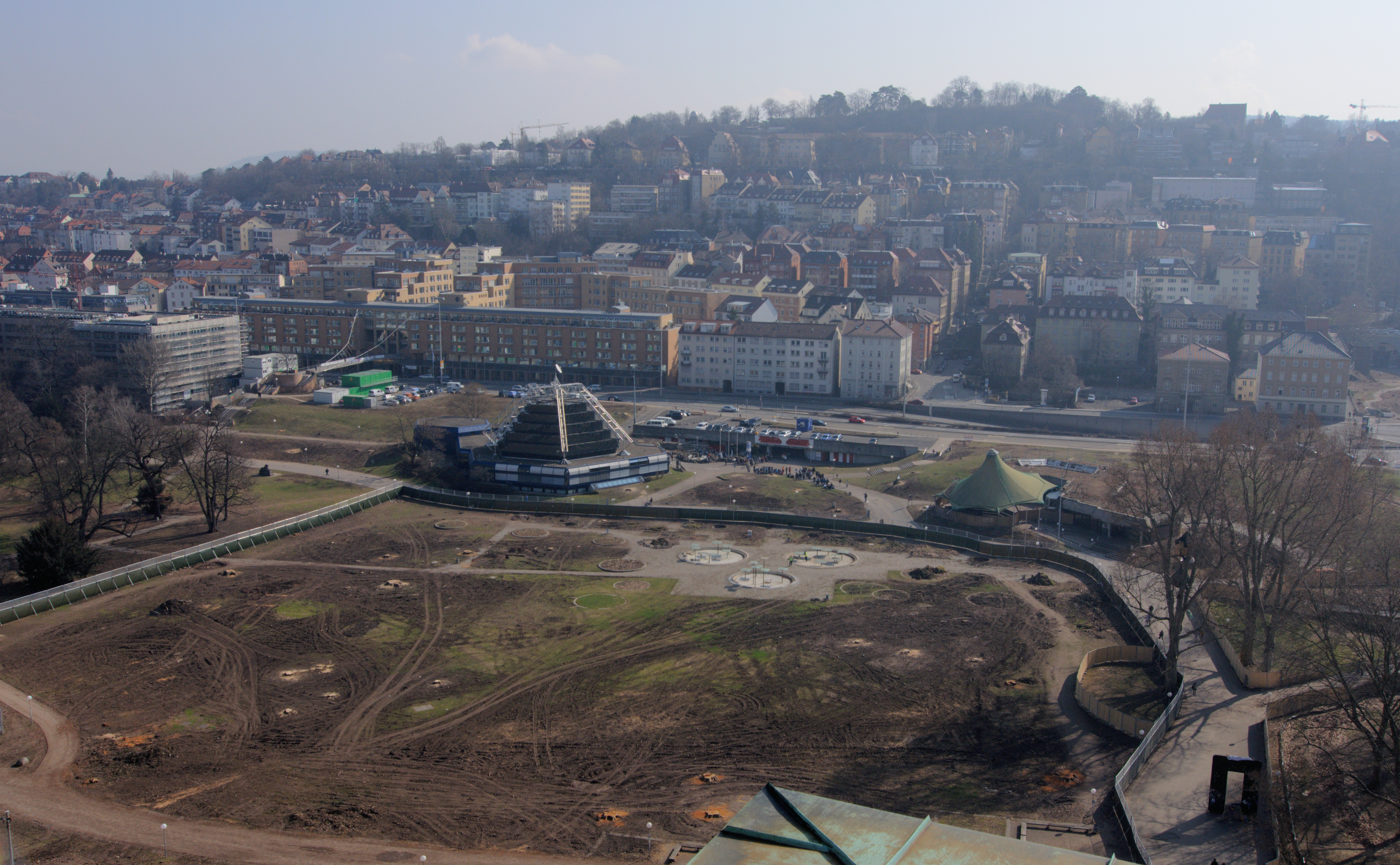
Brache im Mittleren Schlossgarten, März 2012

Nach einer Bewertung von 2009 sollen durch Stuttgart 21 pro Jahr 310 Millionen Pkw-Kilometer im Fernverkehr sowie 67 Millionen Pkw-Kilometer im Nah- und Regionalverkehr eingespart werden. Zusammen mit den durch die Schnellfahrstrecke Wendlingen–Ulm realisierten weiteren Einsparungen von 630 Millionen Pkw-Kilometern im Jahr und unter Berücksichtigung der durch den Schienenverkehr verursachten Mehremissionen ergebe sich im Saldo eine erwartete Reduzierung der CO2-Emissionen um 176.800 Tonnen pro Jahr. Kritiker verweisen auf die enormen Emissionen die durch den Einsatz von Zement und Stahl entstanden, die bei der Sanierung des Bestands nicht freigesetzt worden wären.
Für den Bau des Tiefbahnhofs wurden im Mittleren Schlossgarten 116 Bäume gefällt und 68 Bäume per Rundspatenmaschine versetzt, 14 davon innerhalb des Schlossgartens und 54 innerhalb des Stadtgebiets. Die gefällten Bäume hatten einen Stammumfang von 80 bis 500 cm und waren zum Teil rund 200 Jahre alt. Der Planfeststellungsbeschluss sah ursprünglich vor, 282 größere Bäume zu fällen, nach dem Schlichterspruch vom 30. November 2010 sollten im Schlossgarten aber nur Bäume gefällt werden, die ohnehin wegen Krankheit oder Altersschwäche absterben würden. Die Auswahl der zu fällenden Bäume erfolgte durch ein Forum um den Stuttgarter Professor Ortwin Renn, das auch ein Konzept für die Nutzung der Stämme als Totholz, für Kunstprojekte und Kinderspielplätze erarbeitet. Als ökologischer Ausgleich war die Pflanzung von 293 bis zu 12 m hohen Bäumen geplant. Auf den Grünflächen im Rosensteinviertel sollten ferner 5000 Bäume und Sträucher gepflanzt werden, der Schlossgarten soll zudem um 21 Hektar erweitert werden (Stand 2010).
Im Unterschied zum Rosensteinpark ist der Schlossgarten nicht als FFH-Gebiet ausgewiesen, ist jedoch ein bedeutender Lebensraum des Juchtenkäfers. Der Planfeststellungsbeschluss sah keinen der damals als bewohnt bekannten Bäume zur Fällung vor. Alle gefällten Bäume wurden auf Juchtenkäfer untersucht, die gegebenenfalls umgesiedelt werden. Bei der Fällung von Bäumen am 1. Oktober 2010 wurden bei dieser Untersuchung Larven des Juchtenkäfers in einer alten Platane gefunden und in eine Aufzuchtstation gebracht. Etwa 20 Bäume in der Nähe des Ferdinand-Leitner-Stegs, die möglicherweise Juchtenkäferpopulationen aufwiesen, wurden dauerhaft erhalten und während der Bauphase geschützt.
Die Oberfläche des Hauptbahnhofs soll im Bereich des Mittleren Schlossgartens begrünt werden. Über der Bahnhofshalle soll ein „leicht zugänglicher, relativ flacher Hügel“ entstehen, der dem Planfeststellungsbeschluss zufolge das Landschaftsbild nicht verändere. Die Überwölbung soll zwischen 6 Metern am Bahnhofsturm und 3 Metern am Eingang Staatsgalerie betragen. Im Mittleren Schlossgarten entstanden zehn gläserne Lichtaugen der unterirdischen Bahnhofshalle mit je 15 Metern Durchmesser und 4,3 m Höhe. Da der Schlossgarten nicht mehr durch die Cannstatter Straße (später zeitweise „Am Schloßgarten“) durchschnitten wird, soll auch hier eine Erweiterung des Parks entstehen.

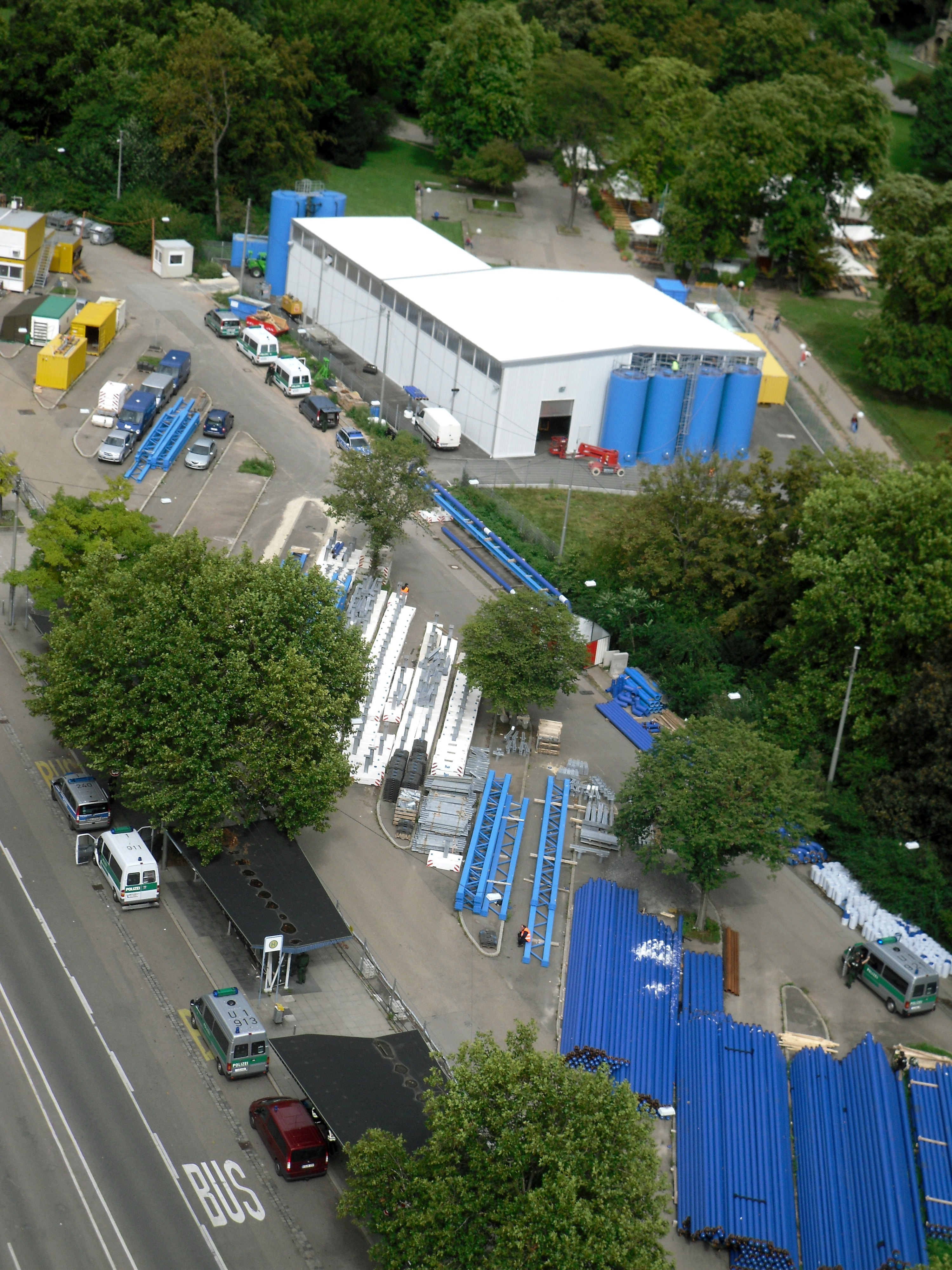
Gebäude des Grundwassermanagements im August 2011

Durch den massiven Tiefbau mussten für das Projekt insgesamt etwa 5,8 Millionen Kubikmeter Wasser behandelt werden. Projektgegner befürchteten dadurch eine Verschmutzung der Mineralquellen unter Stuttgart-Bad Cannstatt und eine Beeinträchtigung des Stadtklimas. Architekt Werner Sobek wies darauf hin, dass der Horizont des Mineralwassers im Bereich des neuen Bahnhofs 50 m unter der Bodenplatte beginnt und sich zwischen der tiefsten Gründung und dem Mineralwasser noch eine 35 m starke, wasserundurchlässige Schicht befinde, die Grund- und Mineralwasser trenne. Zudem lägen zahlreiche Tiefgaragen sowie S-Bahn- und Stadtbahn-Tunnel tiefer.
Insgesamt wurden rund acht Millionen Kubikmeter Abraum bewegt; allein auf den innerstädtischen Bereich mit dem Hauptbahnhof entfielen rund vier Millionen Kubikmeter. Der Abraum wurde zum Großteil über eigene Baustraßen und mittels Güterzügen abtransportiert. Ein Teil der Massen sollte zur Verfüllung eines ehemaligen Braunkohletagebaus in Lochau sowie zur Rekultivierung eines Gipsbruches in Lauffen ob Rottweil verwendet werden (Stand 2008).
Der Spiegel ging 2019 nach einer Recherche von erhöhten Feinstaubbelastungen im zukünftigen Hauptbahnhof aus, nachdem Messungen der Dekra an Stuttgarter Stadtbahn-Stationen erhöhte Feinstaub-Konzentrationen ergeben hatten.

### Sicherheitskonzept und Brandschutz
Die Stuttgarter Branddirektion kritisierte 2012 Mängel am Brandschutzkonzept des Projekts. Damals seien 14 Punkte eines 16 Punkte umfassenden Forderungskatalogs der Stuttgarter Feuerwehr noch offen gewesen. Die vorgesehenen trockenen Löschwasserleitungen führten dazu, dass bis zu 45 Minuten vergehen würden, bis Löschwasser am Ereignisort im Tunnel zur Verfügung stünde.
Auch Möglichkeiten, die Tunnel und Fluchtstollen im Brandfall entlüften zu können, seien notwendig. So fehlten insbesondere Rauchabzüge an der Tunneldecke, bemängelten Kritiker.
Auch das Evakuierungskonzept für den geplanten Tiefbahnhof wurde bemängelt. Während die Planfeststellung von 2003 von 10.000 zu evakuierenden Menschen ausging, gingen die neueren Bestimmungen des Eisenbahn-Bundesamt von bis zu 16.000 Menschen in einem Unglücksfall aus. Der Brandschutzbeauftragte der DB AG, Klaus-Jürgen Bieger, gab für die gesamte Bahnsteighalle 6.500 Menschen an und der damalige Projektsprecher Wolfgang Dietrich gab als „worst case“ für einen der vier Bahnsteige 2.530 zu evakuierende Personen an. Kritiker merkten an, dass gemäß dem für den Stresstest geplanten Betriebsprogramm und der bisher für Stuttgart 21 angewandten Methodik des Eisenbahn-Bundesamts vielmehr auf dem am stärksten belegten Bahnsteig mehr als 6.000 zu rettende Personen anzusetzen wären und in Summe der Bahnsteighalle gut 16.000 Personen zu berücksichtigen wären.
Entgegen der Forderung des Regierungspräsidium Stuttgart soll die Feuerwehr bei Auslösung eines Einzelmelders der Brandmeldeanlage nicht (automatisch) alarmiert werden. Als Grund wird „die Vermeidung eines Großeinsatzes […] bei Kleinstbränden“ genannt, „da diese […] beherrscht werden können“.

### Denkmalpflege

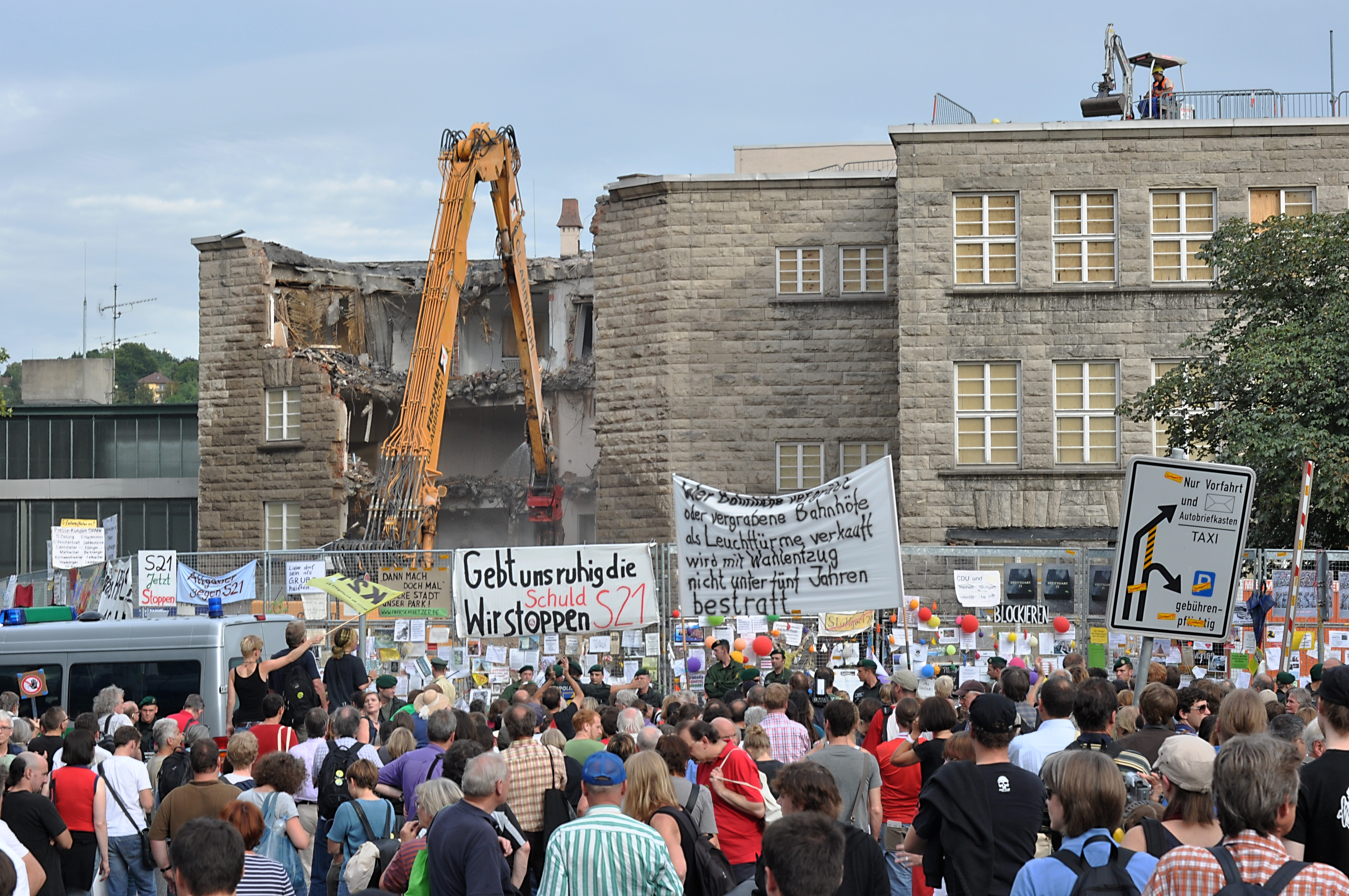
Abrissarbeiten am Nordflügel, 26. August 2010

In den Denkmalschutz eingegriffen wurde insbesondere beim Teilabriss des Bahnhofsgebäudes (Bonatzbau) und der Reichsbahndirektion Stuttgart.
Die Fassaden des unter Denkmalschutz stehenden Empfangsgebäudes blieben erhalten, ebenso Bahnhofshalle und Turm. Durch den Abriss der Seitenflügel ging jedoch die Integrität des U-förmigen Gesamtkomplexes mit seiner dreidimensionalen U-Struktur verloren.
Die rückwärtigen Gebäudeteile des denkmalgeschützten Gebäudes der alten Reichsbahndirektion Stuttgart wurden abgerissen. In die historischen Parkanlagen entlang der bestehenden Betriebsfläche der Bahn wurde ebenfalls eingegriffen.
Der Planfeststellungsbeschluss (2005) hielt fest, dass die „verkehrlichen, betrieblichen und vor allem die städtebaulichen Vorteile des Projekts gegenüber dem jetzigen Zustand“ so schwer wiegen, dass „das öffentliche Interesse am uneingeschränkten Erhalt des Bonatzgebäudes hier hinter dem öffentlichen Interesse an der Verwirklichung des geplanten Vorhabens zurücktreten muss“.
In einem 2022 veröffentlichten Nachrichtenblatt schrieb das Landesamt für Denkmalpflege Baden-Württemberg, dass ein „geplantes Schwerpunktheft zum Stuttgarter Hauptbahnhof im Kontext der Planungen von S 21 im Sommer 1997 nicht erscheinen“ durfte, nachdem es dem Wirtschaftsministerium unter Walter Döring vorgelegt wurde. Auch danach seien „Veröffentlichungen der Denkmalpflege zu diesem Thema nicht gewünscht“ gewesen.

## Kosten und Finanzierung
Bauherr des Projekts ist die Deutsche Bahn. An der Finanzierung beteiligen sich die Bundesrepublik Deutschland, das Land Baden-Württemberg, der Verband Region Stuttgart, die Landeshauptstadt Stuttgart, die Flughafen Stuttgart GmbH sowie die Europäische Union.

### Kosten
Bereits in der Planung wurden die prognostizierten Kosten mehrfach angehoben. So schätzte die Machbarkeitsstudie von Anfang 1995 die Kosten (mit Preisstand 1993) auf 4,807 Milliarden D-Mark (4,180 Milliarden DM Baukosten zzgl. 15 Prozent Planungszuschlag). Dies entspricht rund 2,45 Milliarden Euro. Auf Basis des Preis- und Planungsstandes von 1998 wurden später Gesamtkosten von 2,6 Milliarden Euro ermittelt.
Als Grundlage des Finanzierungsvertrags vom 30. März 2009 schätzte die Deutsche Bahn die Gesamtkosten 2008 auf 2,8104 Milliarden Euro (Realwert 2004) beziehungsweise fortgeschrieben und nominalisiert auf 3,076 Milliarden Euro.
Eine im Dezember 2009 vorgelegte, aktualisierte Kostenschätzung auf Basis der Entwurfsplanung und mit Preisstand von 2009 bezifferte die Gesamtkosten auf 4,088 Milliarden Euro. Rund 3,2 Milliarden Euro davon waren Baukosten, 547 Millionen Euro Planungskosten und rund 322 Millionen Euro als Zuschlag für Baupreissteigerungen vorgesehen. Bei den Schlichtungsgesprächen im Herbst 2010 wurde die Kostenkalkulation durch drei Wirtschaftsprüfungsgesellschaften in begrenzter Tiefe geprüft. Demnach seien die Annahmen zu Optimierungspotentialen „eher als optimistisch einzuschätzen“, eine Überschreitung des Finanzierungsrahmens sei jedoch nicht absehbar gewesen. Die Bewertung zukünftiger Risiken sei mit hoher Unsicherheit behaftet gewesen. Der offizielle „Gesamtwertumfang“ wurde unter den Projektpartnern im März 2012 mit 4,330 Milliarden Euro festgelegt.
Ein Gutachten der Unternehmensberatung McKinsey, dessen Ergebnisse dem Aufsichtsrat der Deutschen Bahn am 12. Dezember 2012 präsentiert wurden, prognostizierte Planungs- und Baukosten von insgesamt 4,696 Milliarden Euro. Zuzüglich 930 Millionen Euro so genannter „Puffer“ ergab sich eine Projektsumme von 5,626 Milliarden Euro. Weitere 990 Millionen Euro drohende Mehrkosten lagen nach Auffassung der Deutschen Bahn im Einflussbereich der Projektpartner Land und Stadt. Andere Interpretationen gingen von insgesamt 2,3 Milliarden Euro Mehrkosten aus.
Am 5. März 2013 entschied der Aufsichtsrat der Deutschen Bahn über das weitere Vorgehen. Die Bahn schätzte die Projektkosten auf nunmehr 4,730 Milliarden Euro. Zuzüglich 1,796 Milliarden Euro Risiken und „Puffer“ ergab sich ein Finanzierungsrahmen von 6,5 Milliarden Euro.
Kritiker hatten schon zuvor die Höhe der angesetzten Gesamtkosten bezweifelt. So prognostizierte Mitte 2008 eine im Auftrag von BUND und Bündnis 90/Die Grünen erstellte Studie der Verkehrsberatung Vieregg-Rössler wahrscheinliche Gesamtkosten für Stuttgart 21 in Höhe von 6,9 bis 8,7 Milliarden Euro. Der Bundesrechnungshof rechnete in einem Bericht Ende 2008, basierend auf Maßstäben des Bundesverkehrsministeriums, mit Mehrkosten von 1,2 Milliarden Euro und Gesamtkosten von 5,3 Milliarden Euro. Laut einem Medienbericht hatten Beamte des Landes Baden-Württemberg die Kosten im Herbst 2009 auf mindestens 4,9 Milliarden Euro geschätzt. Wahrscheinlicher sei jedoch ein Betrag von bis zu 6,5 Milliarden Euro. Der damalige baden-württembergische Ministerpräsident Oettinger habe angewiesen, von einer neuen Kostenberechnung abzusehen, da diese Zahlen „in der Öffentlichkeit schwer kommunizierbar“ seien.
Ende November 2017 wurde eine Erhöhung des Kostenrahmens auf 7,6 Milliarden Euro bekannt. Ende Januar 2018 wurde eine Erhöhung des Finanzierungsrahmens auf 8,2 Milliarden Euro bekannt, einschließlich eines Risikopuffers von 495 Millionen Euro. Begründet wurde die Kostensteigerung u. a. durch Baupreissteigerungen, aufwendigere Verfahren beim Tunnelbau im Anhydrit und umfangreichere Genehmigungsverfahren. Im November 2019 wurde der Risikopuffer aufgelöst und auch der Gesamtwertumfang auf 8,2 Milliarden Euro erhöht. An der Kostenprognose von maximal 8,2 Milliarden Euro wollte die DB aber weiterhin festhalten.
Eine von Vieregg-Rössler vorgenommene Ermittlung ging Anfang 2016 von 9,8 Milliarden Euro aus. Der Bundesrechnungshof hielt seit spätestens 2016 Gesamtkosten von bis zu zehn Milliarden Euro für realistisch.
Der DB-Vorstandsvorsitzende Richard Lutz sagte im April 2018 im Verkehrsausschuss des Bundestages, mit dem Wissen von heute würde man das Projekt nicht mehr bauen. Laut DB-internen Unterlagen stünden 4,034 Milliarden Eigenmitteln Projekteffekte in Höhe von 0,656 Milliarden Euro sowie Grundstückserlöse von 1,15 Milliarden Euro gegenüber.
Im September 2019 warnte der Bundesrechnungshof, dass der Finanzierungsrahmen von 8,2 Milliarden € aus seiner Sicht nicht ausreichend sei, um mehrere noch vorhandene Risiken in verschiedenen Bauabschnitten abzudecken. Der Bundesrechnungshof mahnte eine strengere Kontrolle durch den Bund an und ggf. eine Reduktion des Projektumfangs an. Ein weiterer Kostenanstieg sei für die Deutsche Bahn „wirtschaftlich nicht tragbar“.
Laut Medienberichten von Dezember 2021 standen weitere Mehrkosten in Höhe von 500 Millionen Euro im Raum. Als Gründe wurden stark steigende Baukosten und technische Schwierigkeiten angegeben. Eine Sonderprüfung lief, erste Ergebnisse folgten Januar 2022. Zuvor wurde bekanntgegeben, dass die Rohbaukosten des Hauptbahnhofs von zunächst 323 Millionen Euro bis Ende 2020 auf 695 Millionen Euro gestiegen waren.
Laut Angaben aus Regierungskreisen von Anfang 2022 schätzte die DB die Gesamtkosten inzwischen auf 9,2 Milliarden Euro. Ein entsprechendes Gutachten der Beratungsfirma PricewaterhouseCoopers und der Ingenieur-Gruppe Emch+Berger wurde dem Prüfungsausschuss des DB-Aufsichtsrats vorgestellt. Die DB nannte als Grund für die Entwicklung drastisch gestiegene Baukosten. Im März 2022 wurde der so genannte „Gesamtwertumfang“ auf 9,15 Milliarden Euro erhöht, zuzüglich einer „ergänzenden Vorsorge“ von 640 Millionen Euro.
In einem vertraulichen Papier konstatierte die Bahn laut einem Bericht des Spiegels einen weiteren Mehrkostenbetrag von 614 Millionen Euro gegenüber 2022, danach sollten die Gesamtkosten insgesamt 9,76 Milliarden Euro betragen.
Im Dezember 2023 war die Kostenschätzung auf 11 Milliarden € gestiegen, zusätzlich wurde ein Puffer von 500 Millionen eingeplant. In einem Schreiben an die Projektpartner Mitte Dezember war die Rede von einem Gesamtfinanzierungsrahmen von 11,453 Milliarden Euro.
Im Juni 2024 teilte der Bahninfrastrukturvorstand Berthold Huber mit, dass durch die Verzögerung des Projektes um ein weiteres Jahr eine Kostensteigerung von etwa 100 Millionen Euro entstehe. Diese solle den Finanzierungsrahmen von 11,453 Milliarden Euro jedoch „nicht sprengen“. Laut einem Medienbericht lagen die Kostenschätzungen laut „mit dem Projekt Betrauten“ im Juni 2024 bei mindestens 12 Milliarden Euro.
Die Ergänzungsprojekte unterliegen teils einer gesonderten Finanzierung.

### Finanzierung
Laut Machbarkeitsstudie von 1995 sollte die Finanzierung des Projekts durch den Verkauf von Grundstücken, durch Mehreinnahmen aus erhöhtem Fahrgastaufkommen, verbesserten Betriebsabläufen sowie Mitteln des Gemeindeverkehrsfinanzierungsgesetzes erfolgen. Die Beteiligung privater Investoren war angedacht. Nach dem Ende 1995 vorgelegten Synergiekonzept sollten die Projektkosten von 4893 Millionen D-Mark etwa zur Hälfte (2175 Millionen DM) aus Grundstückserlösen finanziert werden. Durch den Bund sollten die Kosten zur Anbindung der Neubaustrecke nach Ulm (nach § 8 Abs. 1 BSchwAG) von 886 Millionen DM finanziert werden; weitere 350 Millionen DM als zinsloses Darlehen nach 8 Abs. 2 BSchwAG. Die übrigen 500 Millionen DM sollten nach Gemeindeverkehrsfinanzierungsgesetz von Bund, Land und Kommunen finanziert werden. Auf Grundlage dieser Daten wurde am 7. November 1995 eine erste Finanzierungsvereinbarung für das Projekt unterzeichnet.
Mitte Februar 2001 einigten sich Bund und das Land Baden-Württemberg auf eine Vorfinanzierung des Bundesanteils durch das Land. Dadurch sollte der Baubeginn um sieben Jahre auf 2004 vorgezogen werden.
Im Rahmen eines Memorandum of Understanding einigten sich am 19. Juli 2007 Bund, Land, Stadt, Bahn und der Verband Region Stuttgart darauf, den Baubeginn für Stuttgart 21 und der Neubaustrecke auf 2010 vorzuziehen. Am gleichen Tag wurde ein Eckpunktepapier für einen Finanzierungsvertrag abgeschlossen. Von Gesamtkosten in Höhe von 2,8 Milliarden Euro sollte die Deutsche Bahn 1,115 Milliarden Euro und das Land 685 Millionen tragen. Der Bund sollte sich mit Mitteln aus dem Bedarfsplan in Höhe von 500 Millionen Euro sowie nach Bundesschienenwegeausbaugesetz (BSchwAG) mit rund 200 Millionen Euro beteiligen.
Der Deutsche Bundestag genehmigte mit dem Bundeshaushalt 2009 Bundesmittel in Höhe von insgesamt 1,55 Milliarden Euro für Stuttgart 21 und die Neubaustrecke zwischen Wendlingen und Ulm. Diese Bundesmittel kamen jedoch für Stuttgart 21 durch Gegenrechnung mit EU-Mitteln letztlich kaum zur Auszahlung.
Nach dem Finanzierungsvertrag vom 30. März 2009 sollten die damals angenommenen Gesamtkosten von 3,076 Milliarden Euro folgende Institutionen tragen:
- Die Deutsche Bahn AG 1,3 Mrd. Euro, darunter Planungskostenzuschüsse der Europäischen Union.
- Die Bundesrepublik Deutschland 997 Millionen Euro aus Mitteln des BSchwAG, davon direkt an das Projekt 500 Millionen Euro und 497 Millionen Euro an die Deutsche Bahn, sowie anteilig 169 Millionen Euro aus GVFG-Mitteln, zusammen 1,17 Millionen Euro.
- Das Land Baden-Württemberg mit Partnern 389 Millionen Euro als Zuschuss sowie einen Anteil in Höhe von 112 Millionen Euro an den verwendeten GVFG-Mitteln, zusammen 502 Millionen Euro.
- Die Flughafen Stuttgart GmbH 108 Millionen Euro.

Die Flughafen Stuttgart GmbH verpflichtete sich darüber hinaus zur Leistung von weiteren 112 Millionen Euro „zum Ausgleich für Betriebsverluste“, insgesamt also zu 220 Millionen Euro. Außerdem solle er auf eigene Kosten verschiedene Bauwerke und Anlagen errichten.
Die Europäische Union beteiligte sich zunächst mit 114 Millionen Euro an der Finanzierung. Bis 2020 ist eine weitere EU-Förderung von 594 Millionen Euro vorgesehen. Die EU-Mittel werden voraussichtlich bis Projektende die Mittel des Bundes aus dem BSchwAG am Projekt vollständig ersetzen.
Für die Aktualisierung der Bausumme im Rahmen der Entwurfsplanung wurde ein „Risikovorsorgebetrag“ von 1.450 Millionen Euro vorgesehen, der sich auf die Deutsche Bahn, Land, Stadt und den Flughafen Stuttgart aufteilt.
Auf Basis der im Dezember 2009 vorgelegten, aktualisierten Kostenschätzung verteilten sich die Gesamtkosten auf 4,088 Milliarden Euro wie folgt.
- Die Deutsche Bahn AG trägt 1,47 Milliarden Euro (davon 1.237 Millionen Euro Eigenmittel und 232 Millionen Euro Risikovorsorge),
- der Bund (einschließlich EU-Mittel) 1,23 Milliarden Euro,
- das Land Baden-Württemberg 829 Millionen Euro,
- die Landeshauptstadt Stuttgart 239 Millionen Euro,
- der Flughafen Stuttgart 227 Millionen Euro und
- der Verband Region Stuttgart 100 Millionen Euro.[260]

Nach Auffassung des Juristen Hans Meyer sei diese Mischfinanzierung verfassungswidrig und der Finanzierungsvertrag deshalb nichtig. Mit Urteil vom 14. Juni 2016 entschied das Bundesverwaltungsgericht gegenteilig. Bahnprojekte seien demnach keine Bundesaufgabe, da die Gesellschaften der Bahn als private Unternehmen aufträten. Die Mitfinanzierung durch Land und Gemeinden sei daher zulässig. Der Aufsichtsrat der Deutschen Bahn genehmigte am 5. März 2013 eine Erhöhung des Finanzierungsrahmens von zuvor 4,53 Milliarden auf 6,53 Milliarden Euro aus Eigenmitteln des Unternehmens. Medienberichten zufolge wurde kurz zuvor aus dem Kanzleramt Druck auf die Staatssekretäre im Aufsichtsrat der DB AG ausgeübt, um ein positives Ergebnis in der Frage des Weiterbaus zu erzielen. Ein Teil der Summe sollte von Projektpartnern durch die „Sprechklausel“ des Finanzierungsvertrags wieder hereingeholt werden. Die Übernahme der Mehrkosten ist zwischen den Projektpartnern umstritten; die Stadt Stuttgart sowie das Land Baden-Württemberg lehnen eine Beteiligung ab. Die Bahn AG sah lange Zeit davon ab, die Mehrkostenbeteiligung der anderen Partner gerichtlich einzuklagen. Im November 2016 versuchte sie, eine Verjährungshemmungsvereinbarung zu erreichen, um weiterhin auf eine Klage verzichten zu können. Diese Hemmungsvereinbarung wurde jedoch von allen Partnern außer dem Verband Region Stuttgart abgelehnt.
Daraufhin reichte die Deutsche Bahn am 23. Dezember 2016 Klage vor dem Verwaltungsgericht Stuttgart ein. Im zuvor an die Partner ergangenen Anspruchsschreiben heben die Projektverantwortlichen darauf ab, dass das Projekt zunächst von der Bahn abgelehnt wurde und nicht primär der Optimierung der Eisenbahninfrastruktur diene, sondern städtebauliche sowie verkehrs- und wirtschaftspolitische Ziele der Partner verfolge. Gefordert wurde zunächst eine Aufteilung der Mehrkosten in Höhe von 1,46 Mrd. Euro auf 514 Millionen Euro für die EIU (Deutsche Bahn), 120 Millionen Euro für den Flughafen und 827 Millionen Euro für Land und Stadt; sowie eine Fortschreibung dieser Aufteilung für alle darüber hinaus gehenden Kostensteigerungen des Projekts. Die Klage wird seit August 2023 verhandelt. Im Januar 2018 wurde der Finanzierungsrahmen auf 8,2 Milliarden Euro erhöht. Ende 2018 lief die Regelfinanzierung gemäß Finanzierungsvertrag aus. Damit endeten die Beitragszahlungen der öffentlichen Projektpartner und die Deutsche Bahn AG musste die weitere Finanzierung zunächst selbst übernehmen. Im März 2019 wurde dazu eine interne Finanzplanung der DB bekannt. Mit mehr als vier Milliarden Euro, die sie bis 2023 für das Projekt aufwenden müsse, werde das Projekt für den Konzern zu einer finanziellen Last.
In einem internen Papier der Deutschen Bahn vom 18. April 2018 wird davon ausgegangen, dass insgesamt 4,03 Milliarden Euro Eigenmittel der DB für den Umbau des Bahnknotens verwendet werden müssen, rund viermal so viel wie geplant. Positive „Projekt-Effekte“ lägen hingegen bei 656 Millionen Euro, „Immobilien-Effekte“ bei 1,15 Milliarden Euro. Somit wird von einem Planverlust von 2,23 Milliarden Euro für den Bahnkonzern ausgegangen. Nach Informationen der Stuttgarter Zeitung habe die DB-Spitze zugleich erstmals die Unwirtschaftlichkeit von Stuttgart 21 vor dem Verkehrsausschuss des Bundestages offen eingestanden.
Das Verwaltungsgericht Stuttgart wies im Mai 2024 Klagen der Deutschen Bahn auf Übernahme von Kostensteigerungen von mindestens 6,5 Milliarden Euro (Stand 2025) durch die Projektpartner ab. Der Verwaltungsgerichtshof Baden-Württemberg lehnte den Antrag der Deutschen Bahn auf Zulassung der Berufung ab. Damit wurde das Urteil am 5. August 2025 rechtskräftig.

## Kommunikation und Rezeption

### Öffentlichkeitsarbeit

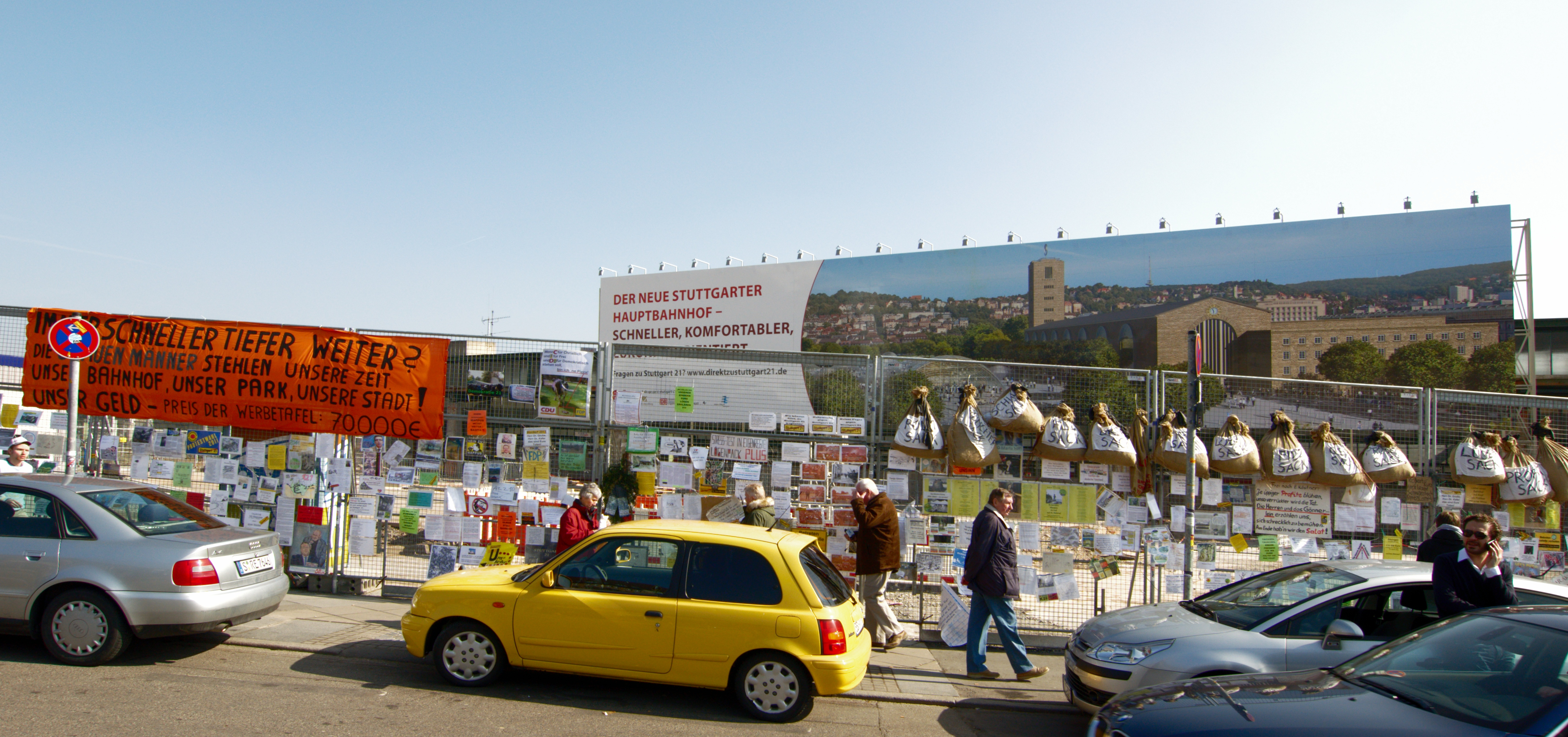
Großformatige Werbung für Stuttgart 21 im Bereich des ehemaligen Hauptbahnhof-Nordflügels. Im Vordergrund sind Teile des mit Kritik behängten Bauzauns zu sehen.

Von 1998 bis 2019 informierte das Turmforum Stuttgart 21 über das Projekt, seit 2020 der InfoTurmStuttgart. Diese und weitere Kommunikation über das Projekt wird von einem Verein Bahnprojekt Stuttgart-Ulm e. V. getragen, in dem die Projektpartner Mitglied sind.
Im Sommer 2009 wurde der Landtagsabgeordnete Wolfgang Drexler (SPD) zum Projektsprecher ernannt. Am 17. September 2010 trat Drexler von diesem Posten zurück. Vom 24. September 2010 an fungierte Wolfgang Dietrich als Projektsprecher. Der mit ihm berufene Udo Andriof trat bereits im Mai 2011 zurück. Dietrich wurde am 4. Februar 2015 von Georg Brunnhuber abgelöst, dieser trug jedoch nicht mehr die Amtsbezeichnung „Sprecher“. Der Posten des Projektsprechers wurde erst wieder im Oktober 2015 von Jörg Hamann besetzt. Hamann war zuvor Leiter der u. a. für Stuttgart 21 zuständigen Lokalredaktion der Stuttgarter Nachrichten und sei für seine das Projekt befürwortenden Artikel bekannt gewesen. Im August 2019 wurde die Führung des S-21-Vereins wiederum von Bernhard Bauer übernommen, einem wegen seiner Rolle bei der Polizeiaktion am 30. September 2010 umstrittenen ehemaligen Ministerialdirektor.

### Proteste und Schlichtung

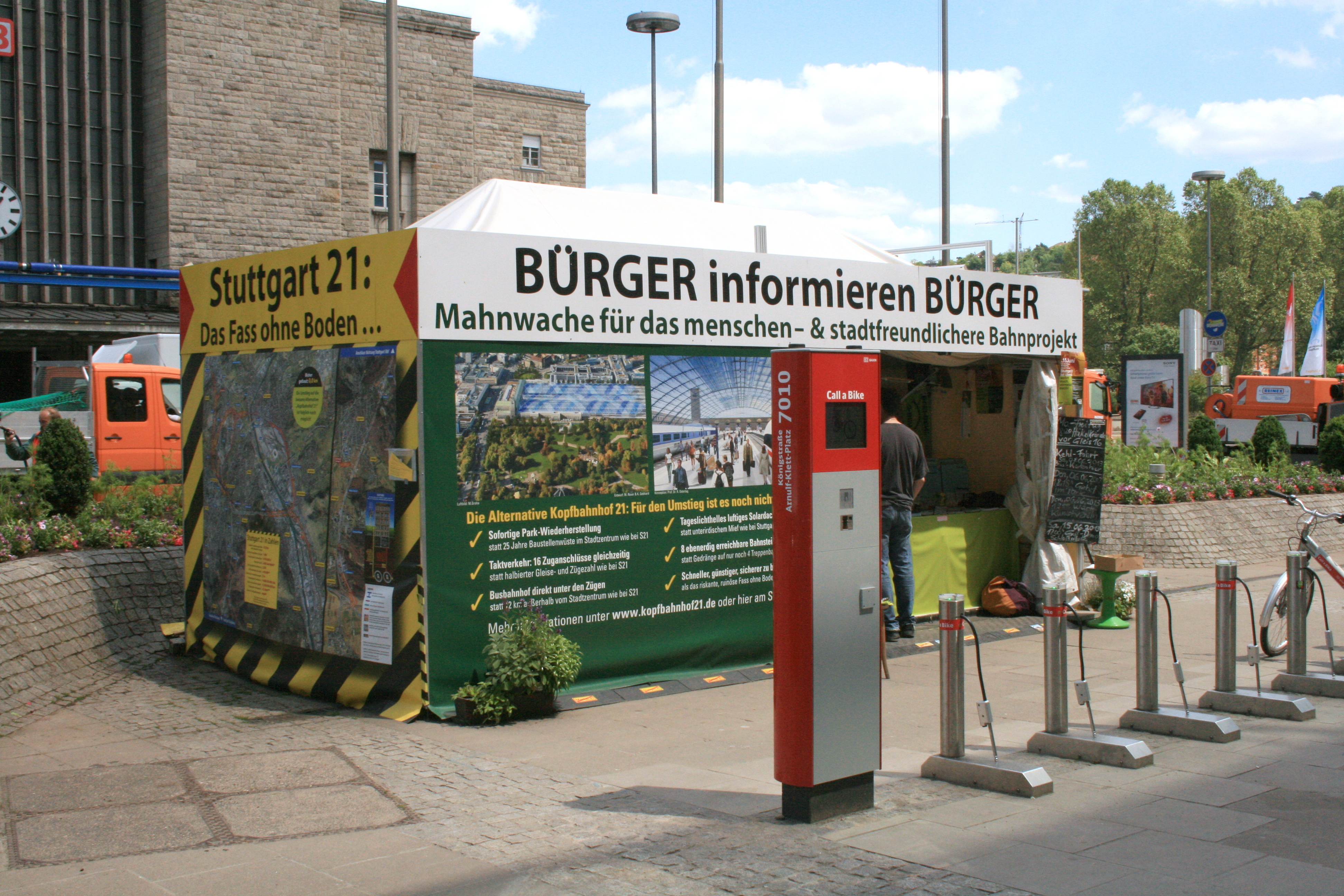
Mahnwache in der Nähe des Stuttgarter Hauptbahnhofs (Juni 2013)

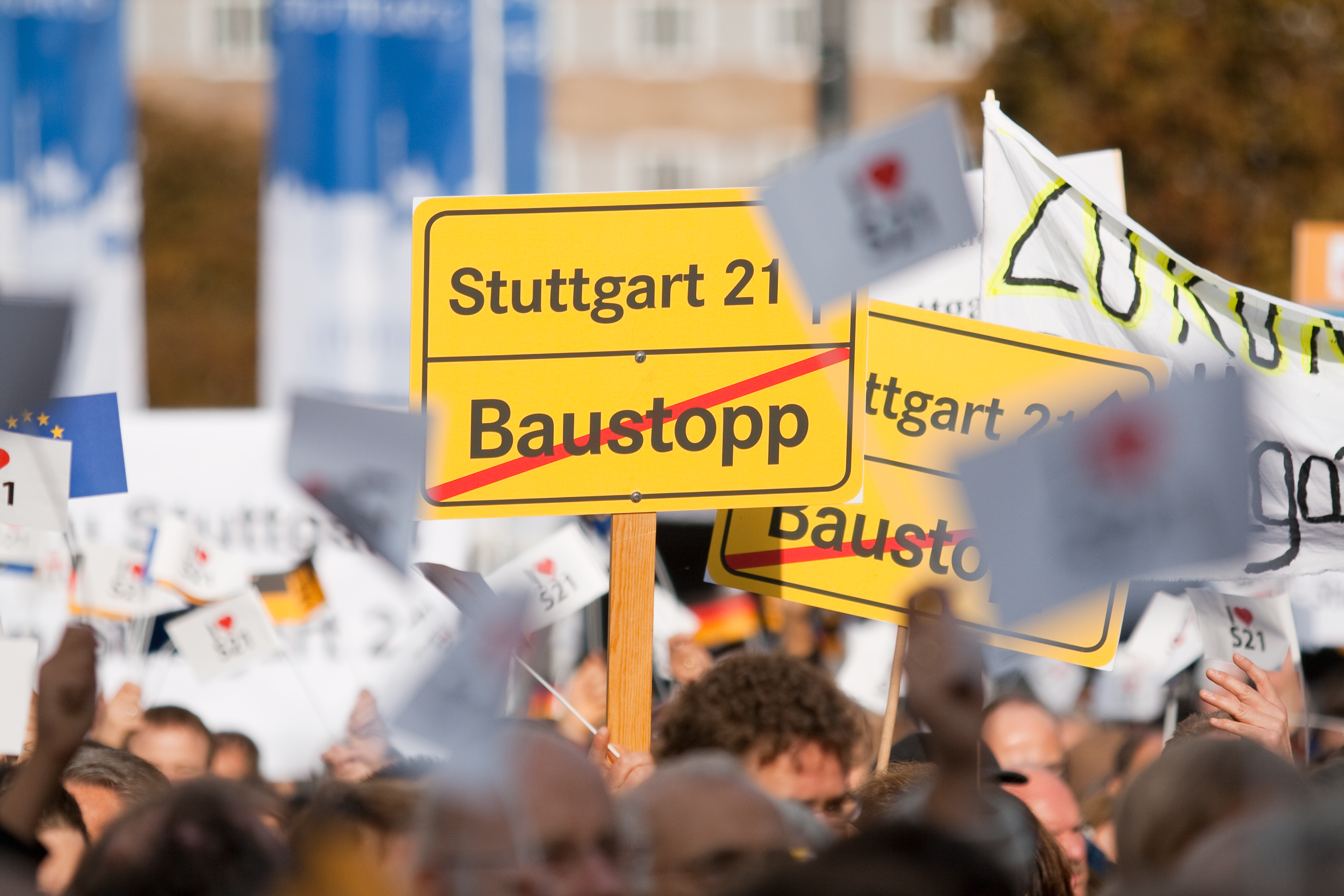
Kundgebung von Stuttgart-21-Befürwortern am 23. Oktober 2010

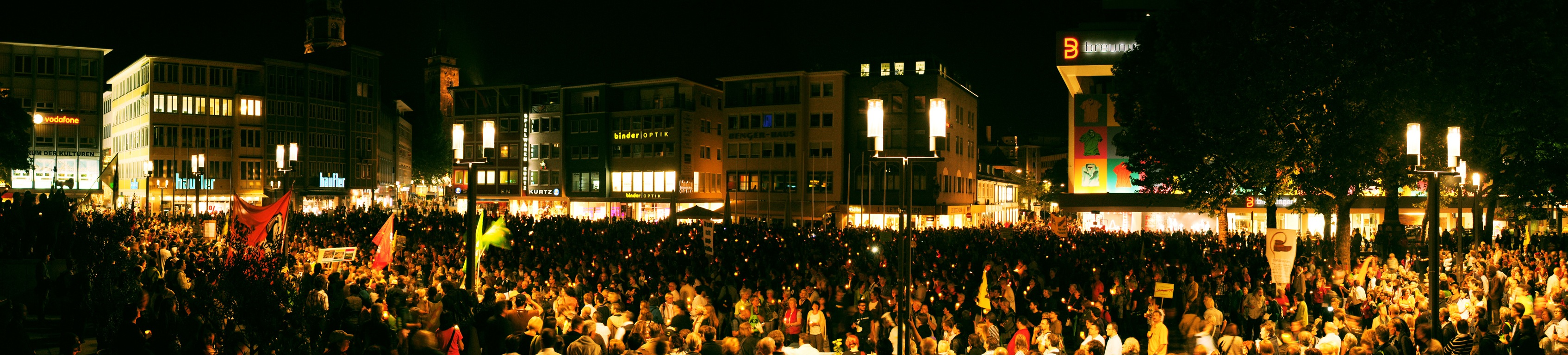
Demonstration am 13. August 2010 vor dem Rathaus

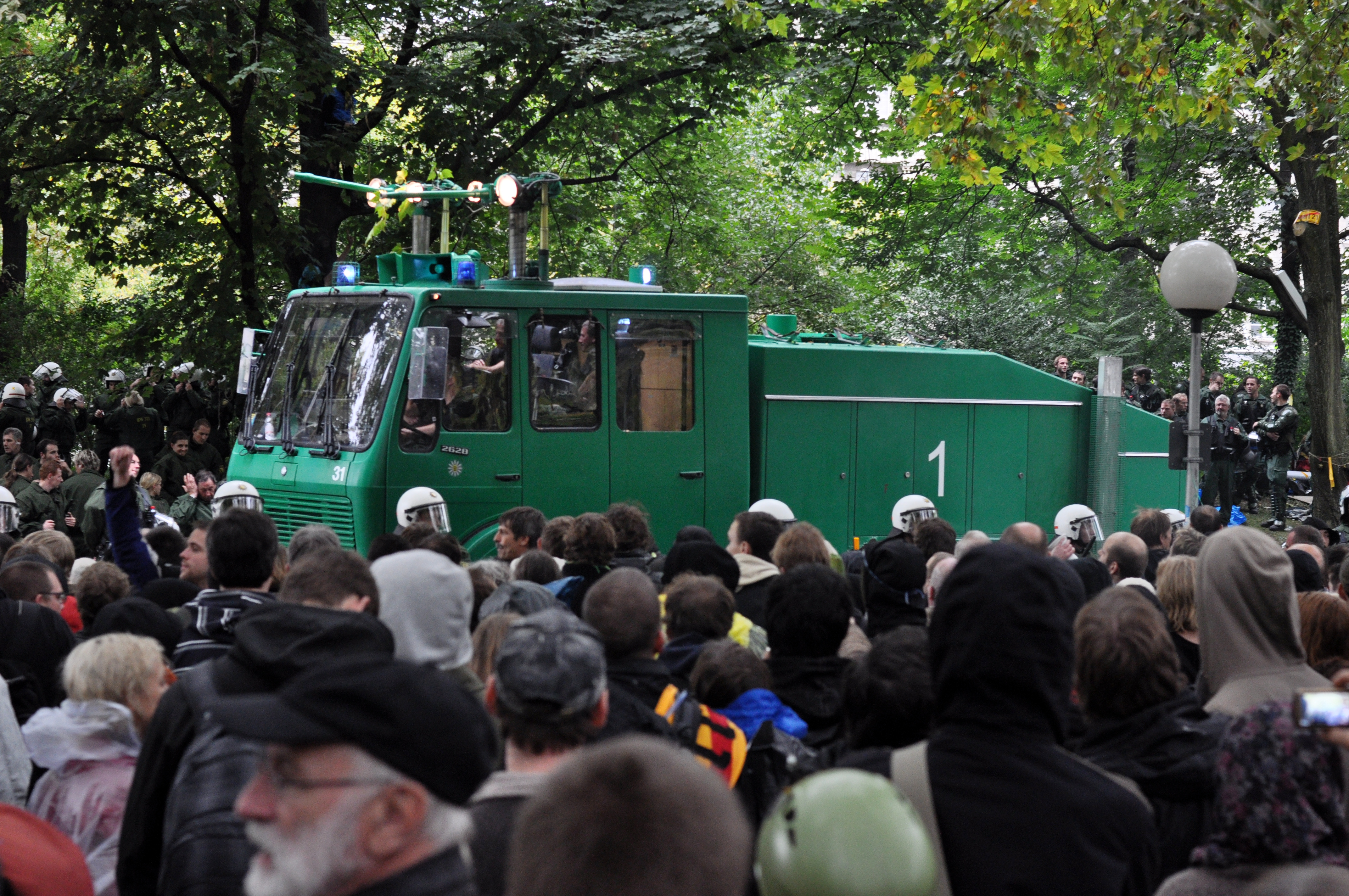
Wasserwerfer im Mittleren Schlossgarten, 30. September 2010

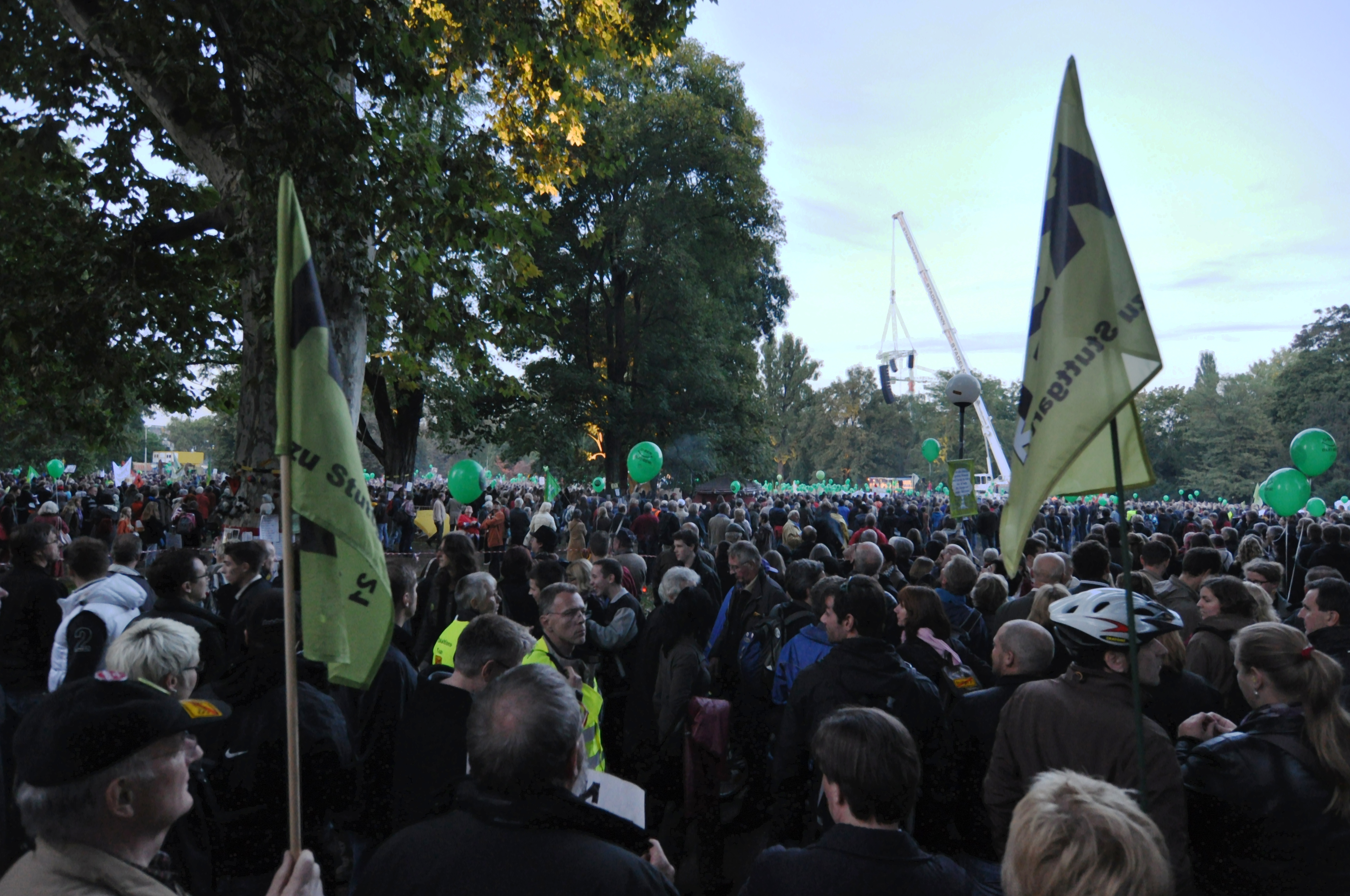
Kundgebung im Mittleren Schlossgarten, 1. Oktober 2010

Meinungsumfragen zu Stuttgart 21 ergaben immer wieder wechselnde Mehrheiten in der Bevölkerung für oder gegen das Bauprojekt. Die höchste Ablehnung fand das Projekt mit 67 % im August 2010, die höchste Zustimmung mit 66 % im November 2012. Teilweise wurde von verschiedenen Instituten zur gleichen Zeit sowohl eine mehrheitliche Ablehnung als auch eine mehrheitliche Zustimmung erfragt.
Am 14. November 2007 wurden im Rathaus 61.193 gültige Unterschriften für ein Bürgerbegehren übergeben, das auf einen Ausstieg der Stadt aus dem Projekt abzielte; notwendig waren 20.000. Der entsprechende Bürgerentscheid wurde am 20. Dezember 2007 vom Stuttgarter Gemeinderat mit 45 zu 15 Stimmen abgelehnt, da er rechtlich unzulässig sei.
Seit der offiziellen Entscheidung für die Umsetzung des Projekts gibt es zahlreiche Protestaktionen. Seit November 2009 finden wöchentlich sogenannte Montagsdemonstrationen mit mehreren tausend Teilnehmern statt. Zu den Organisatoren des Protestes gehören die Bürgerinitiative Leben in Stuttgart, der Bund für Umwelt und Naturschutz Deutschland und der Kreisverband von Bündnis 90/Die Grünen. Gemeinsam wurde das Alternativkonzept Kopfbahnhof 21 entwickelt und Unterschriften für ein Bürgerbegehren gesammelt. Die Initiative Parkschützer setzte sich primär gegen das Fällen von Bäumen im Schlossgarten ein. Auch nach der Rodung des dortigen Baufeldes im Februar 2012 dient sie weiterhin als größte Kommunikationsplattform der Kritiker im Internet.
Am 30. September 2010 demonstrierten mehrere tausend Menschen gegen die bauvorbereitenden Maßnahmen im Mittleren Schlossgarten, in deren Rahmen 25 Bäume gefällt werden sollten. Bis zu 400 Menschen wurden bei der Räumung des Schlossgartens durch den Einsatz von Schlagstöcken, Wasserwerfern und Pfefferspray durch die Polizei verletzt. Zwei Demonstranten wurden schwer an den Augen verletzt, einer davon, der Ingenieur Dietrich Wagner, ist nahezu erblindet. Der Polizeieinsatz führte zu 380 Strafanzeigen gegen Polizeibeamte sowie 121 gegen Demonstranten, aus denen bislang 104 Ermittlungsverfahren hervorgingen, davon 19 gegen Polizisten. Anfang August 2013 erhielten zwei Mitarbeiter der Bereitschaftspolizei sieben Monate Haft auf Bewährung, ein weiterer 120 Tagessätze.
Am 18. November 2015 wurde die polizeiliche Räumungsaktion vom 30. September 2010 vom Verwaltungsgericht Stuttgart für rechtswidrig erklärt, weil die Polizei bei der Räumung des Schlossgartens „die hohen Hürden des Grundgesetzes“ nicht beachtet habe.
Am Folgetag (1. Oktober) demonstrierten laut Polizeiangaben mindestens 50.000 Menschen (laut Veranstalter: rund 100.000) im Mittleren Schlossgarten. Am 9. Oktober 2010 fand die bislang größte Demonstration gegen das Projekt statt (Stand: 10. Oktober 2010). Die Polizei sprach von mindestens 63.000 Teilnehmern, die Veranstalter von rund 150.000.
Seit Mitte September 2010 gab es auch nennenswerte Demonstrationen der Befürworter des Projekts. An der bisher teilnehmerstärksten Kundgebung am 23. Oktober 2010 nahmen nach Polizeiangaben 7.000 Teilnehmer teil.
Vom 22. Oktober bis 27. November 2010 fanden acht von Heiner Geißler (CDU) moderierte „Schlichtungsgespräche“ zwischen Vertretern von Projektbefürwortern und -gegnern statt, die live im Internet und im Fernsehen verfolgt werden konnten. An acht Sitzungstagen wurde rund 60 Stunden diskutiert. Bis zum Abschluss der Gespräche sollte ein Teil der Bauarbeiten ruhen und keine neuen Aufträge vergeben werden.
Am 30. November 2010 sprach sich Geißler in seinem Schlichterspruch im Grundsatz für das Projekt aus und schlug eine Reihe von Veränderungen unter dem Titel Stuttgart 21 Plus vor, darunter den Erhalt der Gäubahn, sowie zusätzliche Kapazitätsreserven bei den Zulaufstrecken und im Bahnhof. Welche Vorschläge zur Kapazitätssteigerung realisiert werden, sollte nach einem sogenannten „Stresstest“, einer Betriebssimulation mit erhöhter Belegung, entschieden werden. Die Ergebnisse dieser Simulationsläufe wurden von SMA + Partner auditiert und im Juli 2011 vorgestellt. Demnach könne der Durchgangsbahnhof zur Spitzenstunde 30 Prozent mehr Zugankünfte als der Kopfbahnhof des Jahres 2011 verarbeiten.
Bei der Diskussion der Stresstest-Ergebnisse am 29. Juli 2011 legte Geißler einen von ihm und SMA ausgearbeiteten Kompromissvorschlag unter dem Titel „Frieden in Stuttgart“ vor. Demnach sollte der Fernverkehr weitgehend in einen neu zu bauenden viergleisigen unterirdischen Bahnhofsteil verlegt werden, während der Nahverkehr weitgehend in einem auf zehn bis zwölf Gleise verkleinerten oberirdischen Teil verbleiben würde. Die Kosten dieser Lösung wurden, auf Preisbasis von Stuttgart 21, mit 2,5 bis 3,0 Milliarden Euro angegeben. Während die Gegner von S21 den Vorschlag begrüßten, lehnte ihn die Deutsche Bahn ab.
Seit der Schlichtung wurden drei weitere Bürgerbegehren bei der Stadt Stuttgart eingereicht, die jeweils den Ausstieg der Stadt aus dem Projekt Stuttgart 21 zum Ziel haben. Das zweite Bürgerbegehren stützte sich auf die Auffassung, dass die Mischfinanzierung des Projekts verfassungswidrig sei; die Klage gegen die Ablehnung dieses Bürgerbegehrens durch den Gemeinderat war in zweiter Instanz erfolglos, die Revision zum Bundesverwaltungsgericht ist zugelassen (Stand: Mai 2015). Das 3. Bürgerbegehren thematisiert die Mehrkosten des Projekts, das 4. Bürgerbegehren sieht in Stuttgart 21 einen geplanten Kapazitätsrückbau. Die Unterschriften wurden im Dezember 2014 bzw. im März 2015 übergeben. Im Juli 2015 lehnte der Gemeinderat das 3. und 4. Bürgerbegehren ab.
Im Februar 2020 fand die 500. Montagsdemonstration mit rund 4000 Teilnehmern statt.

## Ergänzungsprojekte

Auswahl an Ergänzungsprojekten

Seit dem Baubeginn 2010 wurden verschiedene Ergänzungsprojekte mit gesonderter Finanzierung beschlossen.
- Regionalhalt Vaihingen: Im März 2015 wurden die Pläne im Filderbereich geändert. Der Bahnhof Stuttgart-Vaihingen wurde zum Regionalverkehrshalt ausgebaut und Ende 2021 in Betrieb genommen.[310][311] Ursprünglich war geplant die Rohrer Kurve kreuzungsfrei zu bauen und ein drittes Bahnsteiggleis an der S-Bahn-Station Flughafen zu errichten. Beides wurde zugunsten des in Planung befindlichen Pfaffensteigtunnel zurückgestellt. Die Kosten wurden insgesamt auf 80 Millionen Euro taxiert.[312]

- Zusätzliche Weichen: Im Februar 2017 beschloss der VRS, vier zusätzliche Weichen zwischen den Stationen Bad Cannstatt und Mittnachtstraße zu finanzieren, um die Flexibilität der S-Bahn im Störungsfall zu erhöhen. Zunächst waren dafür 2,43 Millionen Euro vereinbart, die im April 2019 auf 2,83 Millionen Euro stiegen.[313][314]
- Große Wendlinger Kurve: Während der Bund einer zweigleisigen Ausführung der zunächst eingleisig geplanten Wendlinger Kurve (zur Großen Wendlinger Kurve) ablehnend gegenüber stand, wurde hierzu auf Betreiben des Landes der Finanzierungsvertrag am 3. Mai 2019 unterzeichnet. Dies beseitige im Vergleich zur ursprünglich geplanten Ausführung einen Engpass und erlaube zusätzlichen Verkehr. Die erwarteten Kosten von 100 Millionen Euro werden durch das Land und die Regionen Stuttgart und Neckar-Alb finanziert.[315] Die im Juni 2020 bekannt gewordene Kostenerhöhung auf 123 Millionen Euro wird ebenfalls vom Land übernommen.[316]
- Masse-Feder-System: Mit Beschluss der Stadt Stuttgart vom 9. Mai 2019 stellt die Stadt Stuttgart voraussichtlich 5,5 Millionen Euro zur Verfügung, um den S-Bahn-Tunnel zwischen Hauptbahnhof und Wolframstraße mit einem Masse-Feder-System auszustatten. Die Stadt übernimmt auch die laufenden Unterhaltskosten dieses Systems.[317]
- Im Rahmen des Digitalen Knotens Stuttgart (DKS) wird unter anderem die Infrastruktur von Stuttgart 21 mit Digitalen Stellwerken, ETCS Level 2 ohne Signale und weiteren Techniken ausgerüstet. Der Ausrüstungsbereich von Stuttgart 21 bildet dabei den so genannten Baustein 2 des DKS und macht räumlich etwa zehn Prozent des rund 500 Streckenkilometer umfassenden Projekts aus.[158] Die ursprünglich mit Stuttgart 21 geplante Leit- und Sicherungstechnik (u. a. neue Elektronische Stellwerke, Umbau und Hochrüstung mehrerer Bestandsstellwerke sowie ETCS in den Leveln 1 und 2, jeweils mit ortsfesten Signalen) wurde entsprechend ersetzt.[318][319][320][321]
- Pfaffensteigtunnel: Der Ende Juni 2020 vorgestellte 3. Gutachterentwurf des Deutschland-Takts sieht unter dem Vorbehalt einer positiven volkswirtschaftlichen Bewertung eine neue Tunnelverbindung der Gäubahn zwischen Böblingen und dem Flughafenbahnhof vor.[322] BMVI-Staatssekretär Steffen Bilger und Regionalpräsident Thomas Bopp bezeichneten diesen etwa 12 km langen Tunnel als gesetzt und finanziell gesichert, was jedoch umstritten ist.[323][324] Das Vorhaben soll die Bauvorhaben des PFA 1.3b nebst dem dortigen Mischverkehr mit der S-Bahn und den im März 2015 beschlossenen Änderungen ersetzen.[325] Landesverkehrsminister Winfried Hermann taxierte die Kosten eines solchen Tunnels auf mehr als eine Milliarde Euro und erwartet gegebenenfalls eine Fertigstellung erst nach 2030.[325] Gerhard Heimerl sprach sich in diesem Zusammenhang insbesondere für das Nordkreuz sowie für einen ergänzenden Kopfbahnhof am Hauptbahnhof aus.[326] Weitere Kritiker, darunter Ministerpräsident Winfried Kretschmann, sehen in der Notwendigkeit des Vorhabens einen Offenbarungseid und ihre langjährige Kritik an der als unzulänglich bezeichneten Planung des Gesamtprojekts bestätigt.[327][328][329] In dem Erörterungstermin Ende April 2021 hat die Vorhabenträgerin erwartungsgemäß[330][331] an der bisherigen Antragstrasse festgehalten, gegen die ca. 3200 Einwendungen vorgelegt wurden.[332]

### Optionale Ergänzungsprojekte
Aus dem Raumordnungsverfahren ergeben sich drei Erweiterungsoptionen, die ohne Veränderungen an den bestehenden Anlagen realisiert werden können:
- Die T-Spange bezeichnet eine direkte S-Bahn-Trasse zwischen Bad Cannstatt und dem Nordbahnhof. Damit würde eine Direktverbindung entstehen und der Umstieg zwischen den beiden nördlichen Streckenästen der S-Bahn entfallen.[333] Die T-Spange ist, neben der Weiternutzung der Gäubahn am Westrand des Talkessels, eine von zwei 1997 vorgeschlagenen Maßnahmen, um das radiale S-Bahn-Netz um Tangentiallinien zu ergänzen. Diese Tangentiallinien sollten möglichst nahe dem Stadtkern verlaufen und in dessen Nähe mit den Radiallinien sowie dem Stadtbahnnetz verknüpft werden.[334]
- Die P-Option sieht ein drittes und viertes Gleis zwischen Hauptbahnhof und Feuerbach vor. Dieser Abschnitt gilt als der am stärksten belastete Zulaufstreckenabschnitt. Über den Pragtunnel und einen weiteren unterirdischen Abschnitt soll der Tunnel Bad Cannstatt erreicht werden.[333] Die Planung zur Herstellung eines Anschlussbereichs an den Tunnel Bad Cannstatt wurde im Dezember 2020 ausgeschrieben und im März 2021 vergeben.[335][336] Die Planung erfolgt im Auftrag des Landes Baden-Württemberg im Zusammenhang mit dem Deutschlandtakt. Eine Finanzierungsvereinbarung mit dem Bund soll im Juni 2021 geschlossen werden. Der Anschluss wird seit 2023 hergestellt.[337]
- Die Option Nordkreuz würde die Gäubahn als S-Bahn-Strecke aufrechterhalten bzw. reaktivieren und im Bereich des Nordbahnhofs mit den S-Bahn-Strecken nach Feuerbach und Bad Cannstatt verbinden. So könnten zusätzliche Linien bzw. Taktverdichtungen eingeführt werden.[333]

Die drei Optionen seien nach DB-Angaben später „ohne wesentlichen Eingriff in den Bahnbetrieb“ realisierbar. Die Optionen wurden in einer 2017 durch den Verband Region Stuttgart vorgelegten Studie weiterentwickelt. Darüber hinaus könne der Hauptbahnhof laut der Deutschen Bahn bei Bedarf um ein neuntes und zehntes Gleis erweitert werden. Die Kosten für die Erweiterung um zwei weitere Gleise wurden von der DB mit 99 bis 152 Millionen Euro beziffert (Stand: etwa 2005).
Weitere diskutierte Projektänderungen und -erweiterungen:
- Fernbahntunnel Nordzulauf: Wie im März 2020 bekannt wurde, soll im Zuge des Deutschland-Takts ein 10 km langer Tunnel entstehen, der aus dem Tunnel Feuerbach ausfädelt, Zuffenhausen und die A 81 unterquert und nördlich von Münchingen in die Schnellfahrstrecke nach Mannheim einfädelt.[343] Die Deutsche Bahn hatte den Ausbau 2019 vorgeschlagen, um aufbauend auf Stuttgart 21 eine Verkürzung der Fahrzeit Mannheim–Stuttgart auf knapp unter 30 Minuten zu erreichen.[344]

- Zusatzhalt an der Gäubahn: Im Oktober 2019 beschlossen die Stadt Stuttgart und das Land Baden-Württemberg unter Beteiligung des Verbands Region Stuttgart die Erarbeitung einer Genehmigungsplanung für den Bau des Haltepunkts Löwentorbrücke/Nordbahnhof an der Panoramastrecke zum Zweck des unterbrechungsfreien Weiterbetriebs dieser Strecke nach der Inbetriebnahme von Stuttgart 21. Der Bahnsteig sollte 210 Meter lang werden und in der Kurve des Abzweigs Richtung Stuttgart-Feuerbach liegen . Die Planungskosten sollten 750.000 Euro betragen.[3] Im März 2024 wurden die Planungen gestoppt, da der Nutzen in keinem Verhältnis zu den erwarteten Kosten stehe.[345] Eine im Auftrag des Landesverkehrsministeriums ausgearbeitete Zwischenlösung mit vorübergehenden Erhalt zweier Gleise des Kopfbahnhofs bis zur Inbetriebnahme der Gäubahnführung über den Flughafen sei zwar technisch leicht umzusetzen, das Land hat die Pläne jedoch nach Widerstand der Stadt und weiterer Akteure aufgegeben.[346]

- Ergänzungsstation: Das Land Baden-Württemberg erwog eine Erweiterung des Tiefbahnhofs durch die sogenannte Ergänzungsstation und hat zu deren Erörterung im Juli 2019 eine Arbeitsgruppe mit Vertretern des Landes, der Deutschen Bahn, der Stadt Stuttgart und des Verbands Region Stuttgart einberufen.[347] Der Plan sah vier zusätzliche Kopfgleise vor, die in etwa in der Lage des jetzigen Kopfbahnhofs, aber tiefer auf der Ebene der neuen S21-Durchgangsgleise liegen sollten. Dadurch sollte mehr Kapazität und eine direktere Verbindung in Richtung Norden ermöglicht werden; außerdem sollte so die bestehende Panoramastrecke über den ehemaligen Bahnhof Stuttgart West nach Stuttgart-Vaihingen als Anbindung der Gäubahn und als Ausweichstrecke bei Betriebsstörungen der S-Bahn-Stammstrecke erhalten werden.[348][349] Als Prämisse der Arbeitsgruppe wurde der Umfang von Stuttgart 21 als ausreichend für die absehbare Verkehrsentwicklung betrachtet und dem Städtebau Vorrang eingeräumt.[350] Die Stadt stand der Idee skeptisch gegenüber, die Region Stuttgart lehnte sie ab. Nachdem eine 2023 veröffentlichte Machbarkeitsstudie ergab, dass die notwendige Leistungssteigerung des Tiefbahnhofs bereits durch den Digitalen Knoten erreicht wird, wurden die Planungen vom Land nicht weiterverfolgt.[351][352]

## Trivia
- Ein 80 Meter langes Stück eines mit zahlreichen Protestnoten behängten Bauzauns von Stuttgart 21 wurde vom 16. Dezember 2011 bis zum 1. April 2012 in der Sonderausstellung Dagegen leben? Der Bauzaun und Stuttgart 21 im Haus der Geschichte Baden-Württemberg ausgestellt.[353] Ein einzelnes Bauzaun-Element ist im Verkehrsmuseum Nürnberg ausgestellt.[354]
- Der Begriff Stuttgart 21 wurde bei der Wahl zum Wort des Jahres 2010, nach „Wutbürger“, auf den zweiten Platz gewählt.[355]
- Die Vorkommnisse rund um das Projekt Stuttgart 21 spielen die thematische Hauptrolle in der Folge Der Inder der Fernsehreihe Tatort.[356] Die Erstausstrahlung war am 21. Juni 2015.
- Der Schriftsteller Heinrich Steinfest veröffentlichte 2011 den Kriminalroman Wo die Löwen weinen, welcher Stuttgart 21 zum Thema hat und in dessen Nachwort sich der Autor kritisch positioniert.
- Im Juni 2018 nannte Baden-Württembergs Verkehrsminister Winfried Hermann das Projekt Stuttgart 21 „die größte Fehlentscheidung der Eisenbahngeschichte.“ Weiterhin sagte er: „Wir geben einen Haufen Geld aus und versenken einen Bahnhof und haben dadurch keinen Vorteil.“ Gleichzeitig betonte er jedoch, dass es angesichts des damaligen Baufortschritts kein Zurück mehr gebe.[357]
- Das Projekt war Thema der zweiten Hälfte der ZDF-Satiresendung Die Anstalt vom 29. Januar 2019.[134]
- Kritisch beleuchtet wird das Projekt in dem Dokumentarfilm Das Trojanische Pferd: Stuttgart 21  von Klaus Gietinger (2022).[358]
- Jahre nach Erstellung seiner Gutachten, die wesentlichen Einfluss auf die Projektplanungen nahmen, legte Gerhard Heimerl mittels eines handgeschriebenen Briefes an Landesverkehrsminister Winfried Hermann Wert auf die Feststellung, dass er nie für einen komplett unterirdischen Bahnhof geworben habe, sondern einen Durchgangsbahnhof kombiniert mit dem bestehenden Kopfbahnhof anstrebte.[359]